# Campeonato Brasileiro de Futebol de 1987
O Campeonato Brasileiro de Futebol de 1987, originalmente denominado Copa Brasil pela CBF, foi a 32.ª edição do Campeonato Brasileiro e foi vencido pelo Sport, tendo como vice-campeão o Guarani.
Em 1987, a CBF passava por uma grave crise financeira e institucional, culminando com o anúncio feito publicamente por seu presidente via imprensa, em 7 de julho, que a entidade encontrava-se incapaz de organizar um campeonato nacional naquele ano nos mesmos moldes do anterior. E, que estava tentando arranjar um patrocinador para contornar a situação, e se não obtivesse sucesso, tentaria um acordo com os clubes para que bancassem as suas próprias despesas com as viagens, ou então, não havendo acordo, a CBF realizaria um certame regionalizado (como na época da Taça Brasil). Como resultado, os treze principais clubes do Brasil, querendo um campeonato mais rentável e prevendo algo pior, decidiram reagir e criaram uma nova entidade, apelidada de Clube dos 13, para organizar um campeonato próprio. Este torneio recebeu o nome de Copa União, nomenclatura esta que acabou por se tornar o nome fantasia do Campeonato Brasileiro de 1987.
Entretanto, foram incluídos apenas dezesseis participantes na nova competição e, como o regulamento da Copa Brasil do ano anterior determinava que seriam 28 clubes na Primeira Divisão em 1987,[carece de fontes?] acabou gerando insatisfação e protestos por parte das várias equipes que ficaram de fora do certame. Pressionada por essas agremiações, e sem o campeonato estar no seu comando, a Confederação Brasileira, em 14 de julho, toma a decisão de não concordar com a seleção das agremiações que iriam participar do torneio organizado pela nova entidade e, inicia uma briga com a mesma, para poder criar um novo formato para a competição. Então, a CBF decide fazer uma competição com dezesseis clubes que ficaram de fora da Copa União e passou a se referir as duas como Módulos e determinou que os dois primeiros colocados de cada Módulo disputassem um quadrangular final para determinar o campeão brasileiro de 1987. Segundo o Jornal do Brasil de 1987, essa fórmula da CBF (Primeira Divisão com 32 clubes em dois Módulos de dezesseis, com quadrangular entre os dois primeiros de cada Módulo para definir o campeão) foi pela primeira vez "sugerida" pela entidade em 24 de julho, "anunciada" pela CBF em 28 de agosto, e com o "acordo entre CBF e clubes" anunciado pelo presidente da Confederação em 3 de setembro. Ou seja, anteriormente ao início dos jogos, que começaram somente em 11 de setembro de 1987. Com isso, a Copa União passou a ser referida por Módulo Verde (com nome oficial de Troféu João Havelange) e a competição criada pela CBF foi chamada de Módulo Amarelo (com nome oficial de Troféu Roberto Gomes Pedrosa). Dos 28 clubes clubes previstos para estar na Primeira Divisão, catorze ficaram entre os dezesseis do Módulo Verde (os outros dois foram Botafogo e Coritiba), e catorze ficaram entre os dezesseis do Módulo Amarelo (os outros dois foram Sport e Vitória). Entre os dezesseis clubes do Módulo Verde, ficaram os membros do Clube dos 13 (formado pelos clubes que eram os treze primeiros no Ranking da CBF), mais Coritiba, Santa Cruz e Goiás. No Módulo Amarelo, que também contou com dezesseis clubes, incluindo seis que haviam ficado entre os dezesseis primeiros no Campeonato Brasileiro de 1986 (Guarani, America, Criciúma, Portuguesa, Inter de Limeira e Joinville), dois deles estando entre os dezesseis primeiros do Ranking da CBF (Guarani e America).
Para cumprir o regulamento, a CBF marca as datas das partidas finais. Porém, apesar do Clube dos 13 ter concordado antes com o quadrangular entre campeões e vices dos dois Módulos, com seu representante Eurico Miranda assinando na CBF um documento em nome do Clube dos 13 comprometendo-se ao quadrangular, a união de clubes volta atrás e determina que o quadrangular final seja ignorado. Com isso, Flamengo e Internacional, respectivamente campeão e vice do Módulo Verde, decidem não participar do quadrangular, não se apresentaram nas datas definidas e foram eliminados por WO perante Sport e Guarani, respectivamente campeão e vice do Módulo Amarelo, que fizeram os seus jogos, com o Sport consagrando-se campeão brasileiro de 1987 com a chancela da CBF. Contudo, o Flamengo e a grande mídia da época consideraram o clube carioca como o "campeão brasileiro de 1987" por ter vencido a Copa União. Após controvérsias e várias décadas de disputas judiciais, o Sport manteve a condição de único campeão brasileiro de 1987, após decisão do Superior Tribunal de Justiça (STJ), última instância a que o Flamengo poderia recorrer nacionalmente. Em 2012, em carta enviada à CBF, a FIFA diz que não lhe cabe julgar a polêmica de 1987, após consulta do clube carioca sobre uma possível punição ao Sport. Em 18 de dezembro de 2014, foi anunciado que o Flamengo iria novamente à FIFA contra o Sport. Entretanto, na época, em 20 de maio de 1988, houve uma reunião entre a FIFA representada pelo secretário geral Joseph Blatter e o seu diretor jurídico Zen Runfinnen com os dirigentes da CBF, Mozart di Giorgio e Moacir Peralta, defendendo que o Sport e o Guarani são, respectivamente, o campeão e vice da competição e os representantes do país na Libertadores. Recentemente, em reportagem da FIFA de 2021 no site oficial, ela não contabilizou título de 1987 a favor do clube carioca. Em 2018, o Supremo Tribunal Federal reconheceu o Sport como o único campeão brasileiro de 1987 dando a baixa definitiva do processo no dia 16 de março com decisão acatada oficialmente pela CBF. Após esta decisão, em 4 de dezembro do mesmo ano o Flamengo entrou com uma ação na 8ª Vara Cívica da Justiça do Rio de Janeiro pleiteando que a CBF também o considere "campeão brasileiro do módulo verde" daquele ano, passando a haver então um reconhecimento de que em 1987 houve dois "campeões nacionais". Em 2019, o TJRJ informou que a CBF sempre considerou o clube como campeão do Troféu João Havelange, o Módulo Verde da Copa União de 1987. E em seguida, no dia 24 de setembro, o time carioca acaba desistindo da ação declaratória, com a entidade concordando.
Em novembro de 2019, a CBF emitiu um comunicado dizendo que "a título de opinião, sob o ponto de vista esportivo, o Flamengo é merecedor da designação de campeão brasileiro" de 1987. Mas não podendo ratificar a posição de que, no seu entender, o título deveria ser dividido. Noticiando a conquista do Campeonato Brasileiro de 2019 pelo clube carioca em seu site oficial, a CBF incluiu "1987 (Copa União)" entre os títulos brasileiros de 1983 e 1992, o que se repetiria na notícia do título de 2020.

## Contexto

### Resultados do Campeonato Brasileiro de 1986
A primeira menção a um "enxugamento" do Campeonato Brasileiro de 1987 para 16 clubes foi feita já em setembro de 1986, quando o dirigente vascaíno Eurico Miranda, em um momento em que o Vasco estava ameaçado de rebaixamento, sugeriu que o Campeonato Brasileiro de 1987 tivesse apenas 16 clubes ("talvez 20, no máximo", segundo ele), que seriam os maiores do Brasil. Eurico, na ocasião, definiu os maiores clubes do Brasil como sendo 13: Corinthians, São Paulo, Palmeiras, Santos, Flamengo, Fluminense, Vasco da Gama, Botafogo, Cruzeiro, Atlético Mineiro, Grêmio, Internacional e Bahia. Segundo a proposta dele, os outros 3 clubes a compor os 16 poderiam ser o melhor de Pernambuco na temporada, o melhor de Goiás na temporada, e etc. Esses 13 clubes tinham vencido 23 entre as 25 competições de abrangência nacional que haviam sido disputadas no Brasil de 1959 a 1985, sendo as exceções os Campeonatos Brasileiros de 1978 e 1985, vencidos respectivamente por Guarani e Coritiba; o Guarani acabaria sendo o vice-campeão brasileiro em 1986.
Segundo o jornal O Estado de S. Paulo de 26 de setembro de 1986 (pág.14), o regulamento do Campeonato Brasileiro de 1986 determinaria 24 clubes na Primeira Divisão em 1987. O mesmo jornal em 21 de outubro de 1986 (página 20) publicou alteração no regulamento: seriam 28 clubes (não 24 clubes) na Primeira Divisão de 1987, citando determinação do CND de que, a partir de 1988, a Primeira Divisão teria no máximo 20 equipes. O mesmo jornal de 19 de março de 1987 (página 21) lista os 28 clubes que, pelo regulamento estabelecido em 21 de outubro de 1986, deveriam jogar a Primeira Divisão em 1987: São Paulo, Guarani, Corinthians, Palmeiras, Portuguesa, Inter de Limeira, Santos, America, Fluminense, Flamengo, Vasco da Gama, Bangu, Atlético Mineiro, Cruzeiro, Internacional, Grêmio, Atlético Paranaense, Bahia, Santa Cruz, Náutico, Criciúma, Joinville, Ceará, CSA, Rio Branco, Goiás, Atlético Goianiense e Treze. Segundo a mesma matéria de jornal, na Segunda Divisão de 1987 jogariam: Botafogo, Ponte Preta, Central, Vitória, Sport, Comercial, Nacional, Sobradinho, Coritiba, Operário, Remo e mais os campeões estaduais de 1987. A mesma matéria informa que os dirigentes do Botafogo tentariam uma manobra na Justiça para tentar colocar o clube na Primeira Divisão, na vaga do Joinville, que ficou entre os 28 da Primeira Divisão, mas perdeu na Justiça em caso de doping de jogador do Sergipe, em partida que os times empataram.
Ou seja, se a versão final do regulamento de 1986 tivesse sido seguida, a primeira divisão em 1987 teria sido composta pelos seguintes clubes: Atlético Goianiense, Atlético Mineiro, Atlético Paranaense, America, Bahia, Bangu, Ceará, Corinthians, Criciúma, Cruzeiro, CSA, Goiás, Grêmio, Guarani, Flamengo, Fluminense, Internacional, Inter de Limeira, Joinville, Náutico, Palmeiras, Portuguesa, Rio Branco, Santa Cruz, Santos, São Paulo, Treze e Vasco da Gama. Destes 28 clubes, 14 participaram do Módulo Verde em 1987 (Atlético Mineiro, Bahia, Corinthians, Cruzeiro, Goiás, Grêmio, Flamengo, Fluminense, Internacional, Palmeiras, Santa Cruz, Santos, São Paulo e Vasco da Gama) e 14 participaram do Módulo Amarelo (Atlético Goianiense, Atlético Paranaense, America, Bangu, Ceará, Criciúma, CSA, Guarani, Inter de Limeira, Joinville, Náutico, Portuguesa, Rio Branco e Treze).

### Organização do Campeonato de 1987
Segundo o jornal O Estado de S. Paulo de 5 de junho de 1987 (página 16), o STJD (Superior Tribunal de Justiça Desportiva) acatou o pedido do Botafogo de inclusão na Primeira Divisão do Campeonato Brasileiro de 1987, porém sem determinar que houvesse rebaixamento do Joinville. A mesma matéria cita declaração do STJD de que os atos do CND seriam "abusivos, ilegais e autoritários", pois o CND (órgão normativo), segundo o STJD, estaria interferindo nos assuntos da CBF e do próprio Tribunal. O mesmo jornal do dia posterior (6 de junho de 1987, pág. 14) informava que, na esteira do parecer favorável ao Botafogo, outros clubes (Coritiba, Sobradinho) entrariam na Justiça pedindo sua incorporação à Primeira Divisão do Campeonato Brasileiro de 1987. A matéria do mesmo jornal de 23 de junho de 1987 (página 15) informa da decisão favorável da Justiça ao Coritiba, informando que o presidente da CBF Octávio Pinto Guimarães recorreria contra a decisão favorável ao Coritiba, informando também que este dirigente insistia em 28 clubes na 1ª Divisão de 1987.
No dia 7 de julho de 1987 o presidente da CBF, Octávio Pinto Guimarães, declarou que a entidade não tinha condições de bancar as despesas dos clubes no Campeonato Brasileiro de 1987 (como a CBF havia feito em 1986) se não conseguisse um patrocinador, e que os clubes teriam que arcar com as suas próprias despesas com as viagens, ou então, não havendo acordo, a CBF realizaria um campeonato regionalizado com poucas viagens, diminuindo assim as despesas, admitindo que seria necessário fazer o campeonato "de qualquer maneira", para "não demonstrar a incapacidade da CBF". Segundo Octávio, a causa da crise financeira da CBF era a má arrecadação da Loteria Esportiva. Segundo ele afirmou em 7 de julho de 1987, seu objetivo era fazer um Campeonato Brasileiro com 29 clubes: os 28 que haviam "garantido" sua vaga através do regulamento do Campeonato de 1986, mais o Botafogo do Rio de Janeiro, que havia "garantido" o direito de participar com recurso à Justiça Esportiva, afirmando também que não vislumbrava incluir o Coritiba, pois o recurso do clube curitibano (à Justiça Comum, não à Justiça Esportiva) só seria julgado em agosto, o que inviabilizaria sua inclusão na tabela do campeonato de 1987.
Segundo o jornal Folha de S.Paulo de 9 de julho de 1987 (página 20), Octávio afirmou que 16 clubes já haviam comunicado que aceitavam participar do campeonato nos moldes propostos pela CBF (ou seja, com os próprios clubes bancando suas despesas de viagem e hospedagens), segundo ele, o Campeonato seria disputado apenas por clubes que aceitassem essa condição, o que serviria para "enxugar" o número de participantes. O dirigente adicionou que "achava muito difícil" encontrar um patrocinador que tornasse possível a realização do campeonato nos moldes de 1986. Já o vice da CBF, Nabi Abi Chedid, sugeria a realização de um campeonato com 44 clubes.
Segundo o jornal O Estado de S. Paulo de 9 de julho de 1987 (página 18), o presidente da CBF Octávio Pinto Guimarães admitiu a hipótese de que a competição poderia ser disputada apenas pelos 16 clubes que tivessem condições de bancar suas despesas, e que eram a elite entre os clubes. Márcio Braga (presidente do Flamengo) disse que apoiaria a ideia e que lutaria por ela.
Segundo O Estado de S. Paulo de 11 de julho de 1987 (página 14), Márcio Braga (então presidente do Flamengo) aceitou a proposta da CBF de 28 clubes na 1ª Divisão, contanto que este número não fosse aumentado. E Braga admitiu a ideia de os clubes assumirem suas despesas.
Na manhã de sábado, dia 11 de julho de 1987, no Morumbi, foi fundada a União dos Grandes Clubes do Futebol Brasileiro – Clube dos Treze, que reunia os representantes dos 13 clubes então melhor colocados no Ranking da CBF: os quatro grandes de São Paulo (Corinthians, Palmeiras, São Paulo e Santos), os quatro grandes do Rio de Janeiro (Flamengo, Vasco da Gama, Fluminense e Botafogo), os dois grandes de Minas Gerais (Atlético Mineiro e Cruzeiro), os dois maiores do Rio Grande do Sul (Internacional e Grêmio) e o Bahia.
O objetivo do Clube dos 13, no tocante ao Campeonato Brasileiro de 1987, era que o campeonato fosse disputado apenas pelos seus 13 membros (o Clube dos 13, na mesma ocasião, fez diversas outras propostas sobre o Campeonato Brasileiro de 1988). Sobre o "direito adquirido" que 28 clubes teriam de disputar a primeira divisão em 1987 (de acordo com os resultados do Campeonato Brasileiro de 1986), Miguel Aidar (então presidente do São Paulo e do Clube dos 13) afirmou na ocasião que o Botafogo era o único clube que havia obtido no Superior Tribunal de Justiça Desportiva o direito garantido de disputar o Campeonato Brasileiro de 1987 – e que nem mesmo o São Paulo campeão brasileiro de 1986 teria esse direito garantido. Portanto, segundo ele, o regulamento do Campeonato Brasileiro de 1986 não servia para mais nada e não havia mais nenhum clube (exceto o Botafogo) com direito garantido. A matéria do Jornal do Brasil de 13 de julho de 1987 afirma que, segundo Miguel Aidar, Guarani e Portuguesa-SP só não foram incluídos no Clube porque, consultados, não concordaram com as ideias. Aidar afirmou também que os 13 clubes organizariam a Copa União bancando suas despesas.
Segundo O Estado de S. Paulo de 14 de julho de 1987 (página 14), a proposta de Aidar sobre o Clube dos 13 era que o campeonato fosse disputado pelos 13. Os demais 19 clubes disputariam outro campeonato, do qual sairiam três para se juntar aos 13, formando a Divisão A, com 16 clubes. Os outros 16 formariam a Divisão B. A partir de 1988 passaria a haver 2 divisões com acenso e descenso. Segundo esta matéria do jornal, o movimento do Clube dos 13 contava com o apoio do presidente do CND, Manuel Tubino. Aidar afirmou que, se a CBF não aceitasse a fórmula, os membros do Clube dos 13 não disputariam o Campeonato da CBF e fariam seu próprio campeonato, afirmando também que "acabou o tempo de pagar para jogar", e que os membros do Clube dos 13 abririam mão dos recursos da Loteria Esportiva e custeariam suas despesas. O campeonato organizado pelo próprio Clube dos 13 se chamaria "Copa União". Aidar também afirmou que Portuguesa, América e Bangu não foram incluídos no Clube "por não serem grandes, mas sim médios". Clubes que não foram incluídos no Clube dos 13 reagiram muito negativamente ao clube, qualificando-o como "traição, deselegância, afronta à CBF, desrespeito aos demais" (opinião do presidente da Portuguesa), "cambalacho contra as equipes do interior" (opinião do presidente da então campeã paulista Inter de Limeira), "liga-pirata" (opinião do dirigente da Ponte Preta), "subversão" (opinião do dirigente do Santa Cruz), "pseudocritérios e propostas vazias" (opinião do presidente do Sport). Estes dirigentes também direcionaram pesadas críticas a Márcio Braga (Flamengo) e Carlos Aidar (São Paulo).
De acordo com a Folha de S.Paulo de 15 de julho de 1987, o vice-presidente da CBF, Nabi Abi Chedid, afirmou que a CBF iria organizar o Campeonato Brasileiro e que poderiam ser desfiliados os membros do Clube dos 13 caso optassem em fazer sua Copa União em vez de participar do Campeonato Brasileiro da CBF. Disse que a CBF não aceitaria a "imposição" do Clube dos 13 de fazer um campeonato só com 13 clubes, e que todas as 26 Federações teriam que ser ouvidas a respeito. A matéria do jornal comenta que, entre as cinco federações dos clubes membros do Clube dos 13 (RJ, SP, BA, MG e RS), apenas RJ e MG apoiariam o movimento do Clube dos 13. Nabi afirmou que não comentaria as declarações de Márcio Braga (presidente do Flamengo e vice do Clube dos 13) de que "Octávio Pinto Guimarães apoiaria o Clube dos 13", mas lembrou que Octávio havia sim dito que a CBF não pode subvencionar um campeonato por não ter receita e não receber recursos da Loteria Esportiva. Segundo a mesma matéria, o presidente da Portuguesa de Desportos afirmou que o clube não foi convidado ao Clube dos 13 por represália de Carlos Miguel Aidar ao clube luso-paulista (em função de divergências sobre o regulamento do Campeonato Paulista). Aidar negou que o não-convite à Portuguesa tenha sido uma represália.
Em 15 de julho de 1987, a CBF apresenta sua primeira proposta para o Campeonato Brasileiro de 1987: 20 clubes na Primeira Divisão, assim divididos: 12 do Clube dos Treze (todos exceto o Bahia), e mais oito que sairiam de uma Eliminatória de 48 clubes (esta Eliminatória incluiria o Bahia). Porém, o Clube dos 13 insiste na Copa União organizada pelo próprio clube.
De acordo com O Estado de S. Paulo de 17 de julho de 1987 (pág. 14), o Clube dos 13 declarou aceitar 16 clubes no campeonato (porém não mais que 16), conforme Eurico Miranda declarou em nome do Clube dos 13. Eurico também rechaçou a ideia de retirar o Bahia do grupo, como havia proposto o presidente da Federação do Rio de Janeiro, Eduardo Vianna (mais conhecido como Caixa d'Água), levando o presidente do clube baiano a dizer que "somente um desqualificado como o Caixa d'Água poderia fazer tal proposta". O presidente do clube baiano lembrou que o Bahia era o 12º no Ranking da CBF e que havia ficado na 5ª posição no Campeonato de 1986, com a 4ª maior arrecadação. Esta edição do jornal também propõe que o Ranking da CBF fosse usado como critério para escolher os clubes participantes do campeonato. Os 13 primeiros do ranking eram os membros do Clube dos 13. Da 14ª à 16ª posição, estavam respectivamente Guarani, Santa Cruz e America (o Guarani e o America haviam ficado em 2º e 4º do Campeonato Brasileiro de 1986, e acabariam sendo integrados ao Módulo Amarelo em 1987, enquanto o Santa Cruz acabaria integrado ao Módulo Verde em 1987). Da 17ª à 20ª posição, estavam respectivamente Coritiba, Sport Recife, Náutico e Goiás (o Coritiba e o Goiás acabariam sendo integrados ao Módulo Verde em 1987, o Sport Recife o Náutico acabariam sendo integrados ao Módulo Amarelo em 1987).
Segundo O Estado de S. Paulo de 19 de julho de 1987 (página 16), um assessor (não-identificado) do vice-presidente da CBF Nabi Abi Chedid teria dito que ele e Octavio Pinto Guimarães eram, em privado, favoráveis a um enxugamento do campeonato para 20 clubes. A mesma matéria informa que os clubes rebeldes (o Clube dos 13) aceitariam até 16 clubes na competição, mas não mais que isso. Informa também que o Conselho Consultivo da CBF era formado pelos representantes das Federações Estaduais.
Segundo o Jornal do Brasil de 11 de setembro de 1987, traçando a cronologia dos fatos, em 20 de julho de 1987 Nabi Abi Chedid propôs 48 clubes na primeira divisão, divididos em seis grupos de oito, sendo que nessa proposta o campeão brasileiro sairia dum torneio entre os campeões e vices dos seis grupos. O Clube dos 13 insiste na Copa União, a ser organizada por ele próprio.
No dia 20 de julho de 1987, ocorre uma reunião, na qual o Clube dos 13 (liderado pelos representantes são-paulino e vascaíno, Miguel Aidar e Eurico Mirada) afirma sua posição de realizar um campeonato apenas com os clubes de maior investimento, enquanto a Associação de Clubes (da qual os treze haviam se afastado) insistia em seu direito de participar do campeonato. O vice da CBF, Nabi Abi Chedid, admitiu defender a redução dos participantes do Campeonato Brasileiro, porém dizendo que só concordaria com isso se houvesse um acordo que impedisse qualquer ação judicial posterior, dizendo que "não se poderia esquecer que qualquer um dos 28 clubes classificados poderia entrar na Justiça Comum e certamente ganharia o direito de participar", adicionando que portanto era fundamental que qualquer nova fórmula saísse de um entendimento aprovado pelo Conselho Consultivo, formado pelos representantes das federações. Segundo a matéria do Jornal do Brasil de 21 de julho de 1987, a sugerida necessidade de aprovação formal no Conselho Consultivo seria o "grande trunfo" dos clubes que não haviam sido incluídos no Clube dos Treze. Nessa reunião, o Clube dos 13 admitiu a inclusão de mais 3 clubes no campeonato, e mostrou pesquisa do Ibope que afirmava que os públicos carioca e paulista aprovavam a iniciativa do Clube dos 13 e desaprovavam a gestão Octávio/Nabi na CBF.
Em 21 de julho de 1987, o Conselho Consultivo da CBF aprovou as 28 equipes classificadas em 1986, além de Botafogo, Coritiba e outras equipes que eventualmente conseguissem vaga nos tribunais, para integrar a primeira divisão de 1987. Com isso, se cogitou totalizar 30 ou até mesmo 33 clubes na Primeira Divisão. A informação de que o Conselho Consultivo da CBF determinou que a 1ª Divisão de 1987 deveria ter 30 clubes (os 28 classificados de 1986, além de Botafogo e Coritiba) desagradou profundamente aos dirigentes flamenguista Márcio Braga e vascaíno Eurico Miranda: segundo eles, o Clube dos 13 havia oferecido à CBF a possibilidade de fazer um bom e rentável campeonato com 16 clubes, mas a CBF teria preferido estragar a proposta, primeiro propondo 20 clubes e depois 30. O presidente do Santa Cruz (que era presidente do "Clube dos 15"), desabafou que queria participar do Campeonato, mas que não tinha como custear suas despesas e que a CBF é que deveria fazer isso com os recursos da Loteria Esportiva.
Segundo o Jornal do Brasil de 11 de setembro de 1987, traçando a cronologia dos fatos, em 22 de julho de 1987, Márcio Braga disse que o Clube dos 13 aceitava 16 clubes na competição, contanto que a competição fosse organizada pelo próprio Clube e não pela CBF.
Segundo o jornal O Estado de S. Paulo de 23 de julho de 1987 (página 18), Nabi Abi Chedid prometeu que a CBF organizaria o Campeonato de 1987 com base nas regras determinadas em 1986, e prometeu punir os "rebeldes" caso não participassem do campeonato organizado pela CBF, e naquele dia o STJD julgaria o pedido de seis clubes que, na esteira do Botafogo, queiram ganhar na Justiça o direito de integrar a 1ª Divisão: Ponte Preta, Vitória, Nacional-Manaus, Sport, Sergipe e Fortaleza. De acordo com a mesma matéria, Eurico Miranda afirmou que não haveria possibilidade de punição aos clubes "rebeldes", pois, segundo ele, a decisão do STJD favorável ao Botafogo teria invalidado as regras determinadas em 1986. Eurico também afirmou que o Clube dos 13 continuava com a expectativa de que a CBF aceitasse a proposta de 16 clubes na Primeira Divisão. Nessa mesma data (23 de julho de 1987), Manuel Tubino (presidente do CND) se colocou a favor do Clube dos 13, culpando a legislação (segundo ele, ultrapassada) pela situação. Os clubes do Clube dos Treze ameaçam que, se não fosse atendidos pela CBF, iriam jogar um torneio nos EUA em homenagem ao presidente Ronald Reagan, mas informações que chegavam da CBF diziam que a "FIFA não permitiria" isso. Segundo as edições de 24 e 26 de julho do mesmo jornal, o STJD só tinha aceitado os pedidos de Botafogo e Sport para integrar o certame porque tinham base jurídica recusando os demais. O Sport teve o seu direito reconhecido pelo STJD e pela CBF por ter sido o oitavo do seu grupo na Copa Brasil de 1986 totalizando 31 clubes até aquele momento. O STJD negou o pedido do Nacional, e dizia que Ponte Preta, Vitória, Sergipe e Fortaleza deveriam, antes, pedir uma vaga à CBF. O STJD só decidia em grau de recurso. O Vitória acabou tendo o seu pedido aceito por decisão da diretoria da CBF. Por Fim, em 30 de julho, o STJD indeferiu o pedido da Ponte Preta que também queria uma vaga na 1ª divisão da Copa Brasil de 1987, que contou com só 32 clubes
Segundo o Jornal do Brasil de 25 de julho de 1987, em 24 de julho de 1987 o Clube dos 13 acabou aceitando a proposta da CBF para não prejudicar ainda mais o Campeonato Brasileiro. Segundo Eurico Miranda declarou: "16 clubes no grupo principal é o número limite. Sempre achamos isso. A CBF chegou à conciliação". Segundo esta matéria de jornal, o Grupo A seria composto dos membros do Clube dos 13, Coritiba, Goiás e Santa Cruz; o Grupo B seria composto de America, Bangu, Ceará, Treze, Portuguesa, Náutico, CSA, Atlético Goianiense, Rio Branco, Internacional de Limeira, Guarani, Atlético Paranaense, Criciúma, Joinville, Sport e Vitória. Esta matéria diz que os 32 clubes citados seriam a Divisão Principal, cujos clubes iriam cobrir seus próprios custos de viagem e hospedagens, e que além desta Divisão, a CBF patrocinaria outros 2 módulos de 16 para serem a outra Divisão (que acabariam sendo os Módulos Azul e Branco). O regulamento da competição ficaria pronto em uma semana, depois de uma reunião dos clubes com suas federações. A matéria de 25 de julho de 1987 afirma que a dúvida seria a forma para determinar o campeão, citando que era possível que saíssem os dois primeiros de cada grupo para disputar um quadrangular final. Segundo as edições do Jornal do Brasil de 25 de julho de 1987 e 11 de setembro de 1987, foi em 24 de julho de 1987 que a CBF pela primeira vez faz a proposta que seria sua proposta final e que não seria alterada a partir daquele momento: campeonato com 64 clubes, divididos em 4 módulos de 16, sendo que na Primeira Divisão seriam 32 clubes, divididos em 2 módulos de 16, um dos módulos seria o Módulo Verde (os clubes do Clube dos 13 mais Goiás, Coritiba e Santa Cruz), e o campeão brasileiro sairia de um quadrangular entre os 2 primeiros colocados de cada um dos módulos da primeira divisão.
Com esta proposta, os 2 módulos principais em conjunto (Verde e Amarelo) acabaram tendo os 28 clubes classificados à Primeira Divisão do Campeonato Brasileiro de 1987 através das regras do Campeonato Brasileiro de 1986, e além destes, outros quatro clubes, sendo que destes quatro (Botafogo, Coritiba, Sport e Vitória), 3 deles eram os  melhores do ranking da CBF sem contar os 28 classificados pelas regras de 1986 (Botafogo, Coritiba e Sport); a exceção é o Vitória, cuja posição no ranking da CBF da época não se conseguiu até agora descobrir nos jornais da época. O Vitória acabou sendo incluído no evento por decisão da diretoria da CBF.
Cinco dias depois, Nabi afirma que o Clube dos 13 é ilegal, afirma que só a CBF tem poder de mando no futebol brasileiro, e que puniria os clubes que fossem à Justiça Comum.
Segundo a Folha de S.Paulo, edições de 26 de julho de 1987 e 11 de setembro de 1987, o Clube dos Treze aceitou em 25 de julho de 1987 a proposta de 2 grupos com 16 times, segundo Carlos Miguel Aidar.
Segundo o jornal O Estado de S. Paulo de 11 de agosto de 1987 (página 17), o vice-presidente da CBF Nabi Abi Chedid afirmou que a CBF não ia permitir o "campeonato ilegal" dos "rebeldes", dizendo que o futebol brasileiro era feito por mais de 200 clubes e não só por aqueles 13. Também acusou Márcio Braga (Flamengo) de ser o articulador do movimento que, segundo ele, seria um movimento de oportunismo político visando as eleições da CBF, que seriam realizadas em 1 ano e meio. Também afirmou que achava que o Clube dos 13 acabaria concordando com o campeonato proposto pela CBF, pois, segundo Nabi, todos os membros do Clube dos 13 se comprometeram em 1986 a jogar o Campeonato Brasileiro de 1987 com 28 times. Neste mesma matéria, Nabi falou do campeonato proposto pela CBF: 16 equipes em cada grupo e o título sendo decidido entre os vencedores de cada grupo.
Segundo o jornal O Estado de S. Paulo de 13 de agosto de 1987 (página 19), o presidente do São Paulo e do Clube dos 13, Carlos Miguel Aidar, declarou que o Clube dos 13 aceitaria um Campeonato com no máximo 16 clubes na Primeira Divisão. A matéria diz que naquele momento a CBF já insistia que a 1ª Divisão seria formada por 32 clubes divididos em 2 módulos. A  edição do mesmo jornal de 3 dias depois (16 de agosto de 1987, página 31) informa duma reunião entre Octávio Pinto Guimarães e Miguel Aidar. Segunda esta matéria, Octávio propunha um Campeonato Brasileiro com 32 times divididos em 2 módulos de 16 (Verde e Amarelo) e propunha que o título saísse do confronto entre os campeões de cada módulo; enquanto Aidar não abria mão de organizar a Copa União e determinar que apenas dela saísse o campeão brasileiro.
Segundo o jornal O Estado de S. Paulo de 18 de agosto de 1987 (página 18), no dia anterior (17 de agosto de 1987) a CBF publicou a tabela da "Copa Brasil- Módulo Verde", sendo que também no dia anterior (17 de agosto de 1987) o Clube dos 13 publicou a tabela da "Copa União", sendo que as tabelas mostravam jogos diferentes, sendo que este jornal mostra a tabela da CBF como sendo composta pelos membros do Clube dos 13 mais Santa Cruz, Goiás e Coritiba, enquanto a tabela do Clube dos 13 incluía apenas os seus membros, sem incluir Santa Cruz, Goiás e Coritiba.
Segundo o jornal O Estado de S. Paulo de 27 de agosto de 1987 (página 20), a Portuguesa de Desportos estava inconformada com sua exclusão do Clube dos 13, da Copa União e do Módulo Verde, e pretendia recorrer à Justiça. Em 1986, a Portuguesa ficou em 11º no Campeonato Brasileiro, à frente de alguns membros do Clube dos 13. A mesma ameaça de recurso à Justiça já havia sido feita pelo Bangu, conforme afirmado pela edição de 1 de agosto de 1987 do mesmo jornal.
Em 28 de agosto de 1987, a CBF "contra-ataca" à tabela da "Copa União", que havia sido divulgada no dia anterior, e divulga a tabela do Campeonato Brasileiro com 32 clubes, divididos em 2 módulos. Dois dias depois, os clubes do Clube dos 13 divulgam documento negando-se a participar do campeonato da CBF.
Segundo o jornal O Estado de S. Paulo de 29 de agosto de 1987 (página 15), a CBF aprovou no dia anterior a tabela dos 2 Módulos da competição: o Verde e o Amarelo, anunciando que levaria o regulamento ao conhecimento do CND e da Loteria Esportiva, para legalizar o campeonato. Segundo a matéria, Nabi Abi Chedid continuava ignorando o movimento iniciado pelo Clube dos 13.
Existia uma resolução do CND que estabelecia uma cota máxima de 28 clubes por divisão, o que impediria um campeonato com 32 clubes na Primeira Divisão; Segundo o jornal O Estado de S. Paulo de 12 de setembro de 1987 (publicado no dia posterior ao jogo inicial entre Palmeiras e Cruzeiro), as resoluções 16, 17 e 18 do CND entraram em vigor, tornando obrigatória a presença no campeonato oficial dos 28 clubes classificados em 1986, e que estabelecia a proibição do convite, para clubes que não se classificaram. E obrigava que campeonatos começassem e terminassem no mesmo ano civil. Porém, segundo a mesma matéria de jornal, Michel Assef (advogado da CBF) disse que as Resoluções não podiam ser aplicadas ao atual campeonato (1987), pois se fossem aplicadas ao campeonato atual, "já estaria tudo melado",  esclarecendo então que as Resoluções já tinham força de Lei, mas que só teriam vigor após a publicação no Diário Oficial da União da sentença unânime do Tribunal Federal de Recursos. Assef esclareceu que, a partir da criação dos Conselhos Arbitrais, acabaria o regime de convites da CBF para os clubes disputarem o Campeonato Brasileiro, e passaria a valer o ranking da CBF. A matéria adiciona que, se já valessem para 1987 as decisões das Resoluções, ou seja, 20 clubes na Primeira Divisão com o ranking da CBF substituindo convites, os clubes com direito a jogar a Primeira Divisão seriam, respectivamente, os membros do Clube dos 13, Guarani, Coritiba, America, Santa Cruz, Sport, Náutico e Ponte Preta (o Goiás, que fez parte do Módulo Verde, estava em 22º no ranking, a Portuguesa de Desportos, em 21º).
Segundo a Folha de S.Paulo de 11 de setembro de 1987, o Guarani impetrou um mandado de segurança no Tribunal Federal de Recursos contra o fato da CBF não tê-lo incluído no Módulo Verde, enquanto a CBF incluiu o Coritiba neste Módulo, mesmo estando o Coritiba atrás do Guarani no Ranking da CBF, com o Guarani ressaltando também que foi o vice-campeão do Campeonato Brasileiro do ano anterior. Segundo a Folha de S.Paulo de 11 de outubro de 1987, o America também condenou o fato de que, mesmo tendo ficado em terceiro no Campeonato Brasileiro de 1986 e estando à época entre os 16 melhores do Ranking da CBF, o clube não foi colocado no Módulo Verde, segundo o America, tendo sido preterido em favor de Coritiba, Goiás e Santa Cruz por razões políticas e financeiras. Segundo dirigente do America: "Não foi observado o critério técnico para a formulação dos Módulos. A CBF formulou convites. Nós não aceitamos jogar no Módulo Amarelo, que não passa de uma segunda divisão."
Segundo O Estado de S. Paulo de 11 de setembro de 1987, página 13, o Guarani impetrou recurso no Tribunal Federal de Recursos em 10 de setembro de 1987, solicitando sua inclusão entre os 16 que disputariam a Copa União/Módulo Verde, sob o argumento de que fora vice-campeão brasileiro no ano anterior (além de ter sido vice-campeão brasileiro em 1986, o Guarani estava entre os 16 primeiros do Ranking da CBF, na 14ª posição). A mesma matéria de jornal afirmava que o Atlético-PR entrou na Justiça com o mesmo objetivo, afirmando também que o juiz designado esperaria a divulgação do regulamento para saber se a Copa União/Módulo Verde estava de fato caracterizada como 1ª Divisão, e o Amarelo como segunda.
Segundo o jornal O Estado de S. Paulo de 13 de setembro de 1987, o presidente do CND, Manuel Tubino, declarou que tanto o Módulo Verde quanto o Módulo Amarelo eram a 1ª Divisão do Campeonato de 1987.
Segundo O Jornal O Estado de S. Paulo de 4 de setembro de 1987 (página 14), ocorreu o acordo entre CBF e Clube dos 13: haveria quatro módulos, que extraoficialmente seriam considerados quadro divisões. Na Primeira Divisão (para a CBF: Módulo Verde) ficariam os membros do Clube dos 13 mais Coritiba, Goiás e Santa Cruz. A matéria confirmou que o Clube dos 13 não aceitava a proposta da CBF de cruzamento entre módulos; no máximo, para que os clubes do Módulo Amarelo "não reclamassem", seria jogado um quadrangular em janeiro de 1988, mas apenas para definir os representantes brasileiros na Libertadores.
Em 4 de setembro de 1987, foi publicado acordo entre CBF e Clube dos 13 para a realização dos quatro módulos, sendo que o quadrangular seria, pelo menos, para determinar os representante brasileiros na Libertadores. Porém havia debate se o quadrangular teria sido já naquele momento acordado como forma de determinar o campeão brasileiro. O Jornal do Brasil de 11 de setembro de 1987, com a cronologia da história, sustenta que em 3 de setembro de 1987 Octávio Pinto Guimarães anunciou o acordo entre CBF e Clube dos 13 e que este acordo seria para considerar os 32 clubes (2 módulos) como a Primeira Divisão.
Em 4 de setembro de 1987, os clubes do Clube dos 13 anunciaram um acordo com a TV Globo para transmissão dos jogos do Módulo Verde do Campeonato Brasileiro, no valor de US$ 3,4 milhões. Na CBF, Nabi Abi Chedid afirmou que não permitiria isso. Os clubes do Módulo Amarelo se sentiram lesados e prometeram recorrer à Justiça. No dia seguinte, o Clube dos 13 divulgou a tabela com a primeira rodada da Copa União.
O jornal O Estado de S. Paulo de 8 de setembro de 1987 (página 14) sustenta que diversos clubes do Módulo Amarelo (liderados por Portuguesa, Guarani, America e Bangu) exigiam a realização do cruzamento entre módulos Verde e Amarelo. O jornal O Estado de S. Paulo de 9 de setembro de 1987 (página 15) sustenta que diversos clubes do Módulo Amarelo (liderados por Portuguesa, Guarani, America e Bangu) ameaçaram a CBF com processos na Justiça Comum visando à não-realização da Copa União. A mesma matéria afirma que Eurico Miranda, em nome do Clube dos 13, concordou com a realização do quadrangular/cruzamento e com sua antecipação do início de 1988 para o fim de 1987. A mesma matéria afirma que a CBF estabeleceu o primeiro jogo (Palmeiras X Cruzeiro) para sábado dia 12 de setembro de 1987, porém o jogo acabou sendo antecipado em um dia por causa da televisão, tendo sido realizado dia 11 de setembro de 1987.
Algumas fontes sustentam que apenas a partir do início bem-sucedido e rentável da Copa União a CBF propôs o cruzamento entre módulos para determinar o Campeonato Brasileiro; outras fontes alegam que apenas no dia do jogo inicial (Palmeiras X Cruzeiro, marcado para 12 de setembro de 1987 mas disputado um dia antes por causa da TV) a CBF teria divulgado oficialmente o regulamento, o que teria sido feito meia hora depois do início do jogo; por exemplo, de acordo com a Revista Placar semanal de 21 de setembro de 1987, indicando o dia 11 de setembro de 1987, dia da abertura da "Copa União", no jogo inaugural a CBF finalmente tinha divulgado o regulamento da competição, citando os artigos, inclusive os relacionados com contratos previamente ajustados junto à TV, e o regulamento determinava que o campeão brasileiro de 1987 seria definido no quadrangular final entre os módulos verde e amarelo, sendo divulgado meia-hora depois do início do jogo inaugural que foi antecipado um dia antes, por causa da TV.  Outras fontes alegam que a CBF propôs o cruzamento apenas para definir o representante brasileiro na Libertadores, mas não para definir o campeão brasileiro. Entretanto, os jornais da época atestam que, já antes de 11 de setembro de 1987 (dia em que se deu o início dos jogos do Módulo Verde, com Palmeiras X Cruzeiro), a CBF já tinha proposto a 1ª Divisão com 32 clubes, 2 módulos de 16 clubes cada um, com cruzamento entre campeões de módulos, e já tinha proposto que este cruzamento servisse não apenas para indicar os clubes brasileiros na Libertadores mas também para indicar o campeão brasileiro,  conforme publicado por exemplo no Jornal do Brasil de 25 de julho de 1987, no mesmo jornal de 11 de setembro de 1987 (que também afirma que a CBF fez essa  proposta pela primeira vez em 24 de julho de 1987),  no jornal O Estado de S. Paulo de 11 de agosto de 1987 (página 17), 13 de agosto de 1987 (página 19) e de 16 de agosto de 1987 (página 31) e na página 35 da edição do Jornal do Brasil publicada em 3 de setembro de 1987. Segundo o Jornal do Brasil de 11 setembro de 1987, na seção cronologia indicando o dia 3 de setembro de 1987: "Octávio Pinto Guimarães anuncia o acordo entre a CBF e os clubes com 32 clubes na 1ª divisão" (Módulo Verde, com o Clube dos 13, Coritiba, Santa Cruz e Goiás; e Módulo Amarelo, com outros 16), com cruzamento no quadrangular final. A Folha de S.Paulo do dia 11 de setembro de 1987 noticiava o início da Copa União, como iniciativa do Clube dos 13, com apoio da CBF. A fórmula de disputa tinha sido estabelecida em reunião do Clube dos 13 no dia anterior e previa quatro campeões brasileiros distintos (um de cada módulo) e que as vagas na Libertadores seriam definidas por um quadrangular entre os dois primeiros colocados dos módulos verde e amarelo. "De acordo com a proposta da CBF, a Copa União representará o módulo verde". Porém, a CBF pretendia que o quadrangular definisse o campeão brasileiro, enquanto o Clube dos 13 queria que o quadrangular fosse apenas para definir os representantes brasileiros na Libertadores, conforme publicado pelo Jornal do Brasil em 3 de setembro de 1987. Segundo o jornal O Estado de S. Paulo de 3 de setembro de 1987, o presidente da CBF, Octávio Pinto Guimarães, na noite de 2 de setembro de 1987, garantiu que a Copa Brasil teria os 32 clubes inscritos dos Módulos Verde e Amarelo integrando a 1ª divisão de 1987, após anunciar o início da competição para o fim de semana seguinte, embora o Clube dos 13 ainda exigisse o máximo de 16 participantes, não havendo conciliação até então. Em 9 de setembro de 1987, o Jornal do Brasil publicou a tabela do Módulo (Grupo Verde), tabela na qual este era tratado como "Grupo Verde". Nesse mesmo dia, o Jornal do Brasil informou que a CBF pretendia que prevalecesse a proposta de definir o campeão brasileiro através do quadrangular final entre os campeões dos módulos verde e amarelo. Já a edição de 10 de setembro de 1987 do Jornal do Brasil publicou que, de acordo com os integrantes do Módulo Amarelo, era um único campeonato com 32 clubes dividido em dois módulos de 16. Os clubes do Módulo Amarelo, ainda antes do início da competição, sempre se posicionaram explicitamente a favor do cruzamento dos grupos e exigiram também (desde o dia 2 de setembro de 1987 pelo menos, conforme publicado no jornal O Estado de S. Paulo de 3 de setembro de 1987) que o quadrangular final determinasse o campeão e não apenas os representantes brasileiros na Libertadores 1988.
A CBF conseguiu patrocínio do SBT, que transmitiu os jogos do Módulo Amarelo de 1987 e os jogos do quadrangular final do Campeonato Brasileiro em 1988. O jogo que decidiu o Campeonato Brasileiro de 1987 entre Sport e Guarani contou com transmissão exclusiva em rede nacional do SBT, com narração de Ivo Morganti, comentários de Clodoaldo e reportagens de Jorge Kajuru. As imagens levadas para todo o Brasil foram captadas pela TV Jornal (afiliada do SBT no Recife), com apoio técnico da TV Itapoan (afiliada do SBT em Salvador, Bahia).
A ideia de que apenas após o campeonato começar é que a CBF teria determinado o cruzamento dos dois melhores times dos módulos Verde e Amarelo para se definir o campeão brasileiro, esta ideia se tornou repetida por várias fontes. Porém, os jornais da época citados acima mostram que esta havia sido a proposta da CBF desde julho de 1987, já bem antes do início do campeonato, que foi em setembro de 1987. O livro O Guia Politicamente Incorreto do Futebol, que se dedica a desmentir "mitos" do futebol (informações inverídicas que se tornaram comumente repetidas pelo público como se fossem verdadeiras) destaca essa ideia (de que  apenas após o campeonato começar é que a CBF teria determinado o cruzamento dos módulos Verde e Amarelo para definir o campeão) como um dos "mitos" do futebol. Segundo o livro, no capítulo dedicado à Copa União: "Ao contrário do que se tornou comum dizer quando o assunto é o Campeonato Brasileiro de 1987, a ideia de cruzar os Módulos não surgiu somente com a bola rolando. O tema esteve na mesa de discussão desde meados de julho."
O jornalista Mauro Beting em sua coluna para o Lance.net, informa, no artigo Copa União 1987 e Clube dos 13 – A Linha do Tempo e do Dinheiro, a respeito de uma reunião no dia 22 de setembro de 1987 entre a CBF e o Clube dos Treze no Rio de Janeiro. Sobre a citada reunião de 22 de setembro de 1987, a fonte informa: "Selada paz armada entre presidente da CBF e do Clube dos Treze. Depois de três horas de reunião no Rio de Janeiro. Definido horário das 17h para os jogos de domingo, e 21h30 para as partidas de meio de semana. Clubes não precisam mais repassar 5% para as federações. Clube dos Treze dará parte da grana da TV para a CBF. CBF divulga regulamento. Módulo Verde se chama Troféu João Havelange. Módulo Amarelo se chama Troféu Roberto Gomes Pedrosa (como o Rio-São Paulo, e o Robertão, de 1967 a 1970). O cruzamento dos dois módulos se chama Copa Brasil. Nome do torneio instituído a partir de 1975. O da Taça das Bolinhas. Pela ideia expressa pelo regulamento, haveria o cruzamento dos módulos para definição do campeão brasileiro de 1987. É o que está no regulamento. Mas não o que havia sido previamente acordado. Isto é: apenas depois da segunda rodada o regulamento da Copa União foi definido. E sob suspeitas."  O mesmo artigo de Mauro Beting informa sobre a data de 24 de julho de 1987 (quase dois meses antes de 22 de setembro de 1987): 24 de julho de 1987 – Clube dos Treze aceita Campeonato Brasileiro de 1987 com dois módulos de 16 clubes. Mas não libera atletas para a Seleção. A mesma fonte informa, sobre a data de 7 de dezembro de 1987: Márcio Braga, como vice-presidente do Clube dos Treze e presidente do Flamengo, afirma que só aceita cruzamento de módulos se for convocado o Conselho Arbitral da CBF para deliberar a questão. O conselho seria formado pelos 32 clubes dos dois módulos. Isto é: já estava determinado o cruzamento. Márcio Braga disse que o Clube dos Treze não quis cruzamento, e que isso “foi acrescentado pela CBF, não pelo Clube dos Treze”. Na prática: times do Clube dos Treze aceitaram regulamento com o campeonato em andamento para descumpri-lo. Praticamente nenhuma das partes teve palavra. Nem mesmo os mocinhos do Clube dos Treze. Nas entrelinhas: acordo "secreto" selado por Eurico Miranda com a bola rolando enrolou de vez a questão.
O dirigente Eurico Miranda, então vice-presidente de futebol do Vasco da Gama e representante do clube no Clube dos 13, teria supostamente dado motivo para a confusão assinando em nome do Clube dos 13 um documento que previa o cruzamento proposto pela CBF quando ficou como interlocutor do Clube dos 13 na entidade. Segundo Eurico Miranda, representante do Clube dos 13 junto à CBF na época, ele assinou um acordo para que houvesse a competição, e o documento foi assinado em conjunto com os membros do Clube dos 13, de acordo com o regulamento da CBF.
Algumas fontes alegam que nunca houvera o entendimento entre as duas partes: segundo a versão da história defendida por estas fontes (ex: o site Trivela), o Clube dos 13 e os demais representantes dos clubes em disputa da Copa União jamais teriam assinado qualquer documento aceitando o regulamento proposto pela confederação, que obrigava o cruzamento entre os participantes dos dois módulos. Porém, o jornal O Estado de S. Paulo de 9 de setembro de 1987 (página 15) sustenta que Eurico Miranda, em nome do Clube dos 13, de fato chegou a concordar com o cruzamento; o jornal é de 9 de setembro de 1987, referindo-se a evento do dia anterior (dia 8 de setembro de 1987), portanto antes do início dos jogos, que estavam marcados para começar dia 12 daquele mês. O jornal O Estado de S. Paulo de 15 de setembro de 1987 (página 15) traz declarações de Miguel Aidar de que o Clube dos 13 havia concordado com o quadrangular final. Segundo ele, "foram feitas concessões", referindo-se ao cruzamento entre módulos – porém, esta matéria de jornal não informa se o Clube dos 13 concordou com o cruzamento entre módulos para indicar o campeão brasileiro ou só para indicar as vagas na Libertadores. A mesma matéria informa da decisão do America de não jogar o Módulo Amarelo, alegando que deveriam ser respeitados os critérios de 1986 (o America ficou em 4º lugar no Campeonato Brasileiro de 1986). A matéria também cita a possibilidade de que seis clubes do Módulo Amarelo (America, Portuguesa, Vitória, Sport, Atlético Goianiense, Náutico) entrassem na Justiça. Em 1 de outubro de 1987, a CBF informou que a temporada de 1988 seria iniciada com o quadrangular entre campeão e vice do módulo verde e campeão e vice do módulo amarelo, definindo não apenas os representantes brasileiros na Libertadores, como também o campeão brasileiro. O então vice-presidente da CBF, Nabi Abi Chedid, disse ainda que havia um único regulamento do campeonato brasileiro, válido para os dois módulos.
Segundo o Jornal do Brasil (Rio de Janeiro): em 31/julho/1987 publicou (edição 114, página 23): "Confirmadas as 2 divisões com 32 clubes cada, sendo a principal dividida em 2 chaves de 16, a CBF prometeu divulgar na 1ª quinzena de Agosto a Tabela do Campeonato Brasileiro." Em 10/setembro/1987 (edição 155), o Jornal do Brasil publicou: "Outra acusação: de que venderam (o Clube dos 13 vendeu) à Rede Globo um campeonato que não é só deles, mas dos 32 clubes divididos nos 2 módulos; o vice-presidente Nabi Abi Chedid decidiu anunciar a Rodada do fim de semana e classificar de irresponsável a Rede Globo, por estar anunciando a transmissão de um jogo para sexta-feira, Palmeiras e Cruzeiro, quando na verdade ele está programado para sábado; Os integrantes do Grupo Amarelo exigem que a definição do título de campeão brasileiro seja entre os 2 primeiros colocados de seu módulo e os 2 primeiros colocados do Verde, integrados pelos principais clubes do país. Na véspera, isso parecia acordado. Mas como eles exigem que a decisão ocorra ainda este ano,  e não no início de 1988, os representantes dos 13 reclamaram." Em 11/setembro/1987 (edição 156), o Jornal do Brasil publicou a cronologia dos fatos: "24 de julho: a CBF sugere nova fórmula para a disputa do Campeonato Brasileiro: 64 clubes, divididos em quatro módulos de 16. A proposta porém não atende aos interesses do Clube dos 13 já que a CBF pretende fazer a primeira divisão com 32 clubes, ou seja, os 16 do Módulo Verde (o Clube dos 13 mais Coritiba, Santa Cruz e Goiás) e mais os 16 do módulo amarelo. O campeão seria conhecido através de um quadrangular entre os 2 primeiros de cada módulo; 28 de Agosto: A CBF contra-ataca anuncia o Campeonato Brasileiro com 32 clubes, divididos em 2 módulos. Marca o jogo de abertura para o dia 5 setembro, entre São Paulo e  Atlético; 3 de setembro: Otávio Pinto Guimarães anuncia o acordo entre CBF e os clubes, com 32 clubes na primeira divisão – 16 no módulo verde e 16 no módulo amarelo. O América porém lidera o movimento entre os integrantes do módulo amarelo: quer jogar também contra os do Módulo verde. Segundo a fórmula, vão se cruzar apenas os primeiros de cada módulo, e isso só no quadrangular final."
Segundo as edições do Jornal do Brasil de 31 de julho, 10 de setembro e 11 de setembro, a fórmula da CBF (Primeira Divisão com 32 clubes em 2 Módulos de 16, com quadrangular entre os 2 primeiros de cada Módulo para definir o campeão) foi pela primeira vez sugerida pela CBF em 24 de julho de 1987, anunciada pela CBF em 28 de Agosto de 1987, com o acordo entre CBF e clubes anunciado pelo presidente da CBF em 3 de setembro de 1987. Os jogos seriam iniciados em 11 de setembro de 1987.
O Módulo Amarelo era composto pelos seguintes clubes: América, Atlético Paranaense, Atlético Goianiense, Bangu, Ceará, Criciúma, CSA, Guarani, Internacional de Limeira, Joinville, Náutico, Portuguesa, Rio Branco, Sport, Treze e Vitória. Como forma de protesto à não-observância das regras de 1986, o América decidiu boicotar o campeonato, deixando de comparecer aos jogos e perdendo todos por WO. Além disso, a Revista Placar, independentemente da posição da CBF, considerou o Módulo Verde como sendo a verdadeira primeira divisão. A CBF organizou ainda outros dois módulos: Azul e Branco, que classificavam 12 equipes para a segunda divisão de 1988.
No Módulo Amarelo, os finalistas Sport e Guarani, após uma prorrogação, empataram nos pênaltis em 11 x 11 e dividiram o título em um acordo entre eles. Para não contrariar o regulamento, sob risco de punição por parte da CBF, o Guarani se dispôs a abdicar do título do módulo Amarelo, já que ambos os clubes já estavam classificados para o Quadrangular Final. Os jornais Diario de Pernambuco e Jornal do Commercio informaram que no dia 22 de janeiro de 1988 o Guarani abriu mão do título.[carece de fontes?] Segundo decisão de primeira instância da 10ª Vara Federal da Seção Judiciária de Pernambuco, a CBF, de posse do regulamento e critérios de desempate, declarou o Sport campeão com base na sua melhor campanha.
Nabi Abi Chedid, segundo O Estado de S. Paulo de 9 de dezembro de 1987 (página 16), garantiu que haveria o cruzamento entre módulos de qualquer jeito, sob pena de pesada punição aos clubes que se recusassem de participar. Segundo o presidente da CBF, Octávio Pinto Guimarães, não havia nenhum problema na indefinição de quem seria o campeão do Módulo Amarelo (Sport ou Guarani); isso porque, segundo ele, tanto o campeão quanto o vice do Módulo Amarelo estariam classificados para o quadrangular final, de modo que seria irrelevante saber quem foi o campeão e quem foi o vice, adicionando também que o quadrangular seria para definir o campeão brasileiro, e que, se Flamengo e Internacional-RS se recusassem a jogar o quadrangular final, Sport e Guarani disputariam o título brasileiro entre si e representariam o Brasil na Libertadores.

### Quadrangular final
Segundo O Estado de S. Paulo de 18 de dezembro de 1987 (página 16), no dia anterior a CBF divulgou a tabela (as datas dos jogos) da Quarta fase (Quadrangular final) da competição, a ser disputada entre Flamengo, Internacional-RS, Guarani e Sport, com jogos a serem disputados entre 24 de janeiro e 10 de fevereiro de 1988, com a matéria dizendo que o Clube dos 13 não aceitava o cruzamento entre os clubes. A mesma matéria informa que o CND determinou que a CBF teria até 23 de janeiro de 1988 para convocar o Conselho Arbitral. Segundo o mesmo jornal de 9 de janeiro de 1988 (página 18), o presidente do CND, Manuel Tubino, afirmou que a realização do quadrangular final deveria ser decidida não pela CBF mas sim pelo Conselho Arbitral, deixando claro que o Arbitral deveria ser composto pelos 32 clubes que disputaram o Campeonato Brasileiro de 86. Segundo o mesmo jornal de 15 de janeiro de 1988 (página 16), o Clube dos 13 não queria a realização do quadrangular final, sendo que teria havido uma reunião entre os dirigentes do Clube dos 13 no dia anterior, na qual ficou acertado que o Flamengo abriria mão da vaga na Libertadores mas que o Internacional-RS tinha interesse na vaga e poderia vir a jogar um triangular com Sport e Guarani para definir os dois representantes brasileiros na competição. O Clube dos 13 também teria determinado que, se Sport e Guarani insistissem no cruzamento e acionassem a Justiça, o Clube dos 13 em represália os deixaria de fora da Primeira Divisão de 1988. Sport e Guarani, por sua vez, anunciaram que faziam questão do quadrangular, com Luciano Bivar do Sport dizendo que o Arbitral só poderia mudar o regulamento do campeonato por decisão unânime.
No dia da realização do Conselho Arbitral, o presidente da FIFA, João Havelange, deu declarações criticando o CND e o Clube dos 13 por terem insistido na realização do referido Conselho. Havelange considerou ilegal a realização do Conselho Arbitral, criticando a CBF por ter aceitado a determinação feita pelo CND de que ocorresse o Conselho. Segundo as declarações de Havelange, a hierarquia do futebol brasileiro era: CBF, federações, clubes e ligas, dizendo que portanto a relação da CBF era com as federações, não com os clubes, e que os clubes não deveriam ter poder de mando sobre a CBF, como se propunha que ocorreria através do Conselho Arbitral. Havelange criticou a CBF por "não ter contido o movimento do Clube dos 13" e por ter aceitado a realização do Conselho Arbitral. Segundo Havelange, a CBF tinha a lei ao seu lado para impedir a realização do Conselho Arbitral.
Em 15 de janeiro de 1988, 29 dos 32 clubes dos módulos Verde e Amarelo compareceram ao Conselho Arbitral. Segundo reportagem do Jornal do Brasil de 16 de janeiro de 1988, Sport, Guarani, Náutico, Criciúma, Joinville, CSA e Treze votaram pela manutenção do cruzamento. Por isso, a CBF manteve o quadrangular final, dado que o artigo 5º da Resolução 15/86 do CND exigia unanimidade para que houvesse alteração no regulamento. A decisão de não participar do quadrangular final (cruzamento) não foi uma decisão unicamente de Flamengo e Internacional-RS, mas sim uma decisão do Clube dos 13.
Baseando-se no fato de que no Conselho Arbitral não foi alcançada a unanimidade que seria necessária para cancelar o cruzamento entre módulos, a CBF se negou a homologar o Flamengo como campeão brasileiro.
No dia 29 de janeiro de 1988, a CBF realizou uma reunião em sua própria sede, com presidentes de quase todas as federações (apenas Fred de Oliveira, de Pernambuco, e Rubens Hoffmeister, do Rio Grande do Sul, não compareceram) para examinar as contas da CBF e tentar estabelecer uma punição para Flamengo e Internacional por não jogarem o quadrangular. Sob protestos da torcida flamenguista, acampada na frente do prédio da CBF, a entidade recebeu voto de confiança de todos os presentes "por ter exigido o respeito ao regulamento do Campeonato Brasileiro". No mesmo dia, o Clube de Regatas Flamengo entrou com um recurso na Justiça comum pedindo para não ser obrigado a jogar o cruzamento. O time carioca teve o pedido acatado pela juíza Tânia de Melo Bastos, da 1ª Vara Federal do Rio de Janeiro. A CBF então ameaçou punir o time carioca não mais por deixar de disputar o quadrangular (afinal, o time estava respaldado judicialmente), mas por ingressar na Justiça Comum.
Com isso, Sport e Guarani disputaram o quadrangular, vencendo os jogos contra Flamengo e Internacional por WO. A CBF declarou o Sport como campeão brasileiro de 1987, enquanto o Clube dos 13 fez o mesmo com o Flamengo. Porém, o clube de Carlos Miguel Aidar, o São Paulo Futebol Clube, que na época pertencia ao Clube dos 13, não manteve posteriormente esta postura, como evidenciado pela sua postura quando da polêmica com o próprio Flamengo pela Taça de Bolinhas.
Segundo o jornal O Estado de S. Paulo de 12 de maio de 1988, página 18, o Internacional chegou a cogitar propor a realização do quadrangular (entre ele, Flamengo, Sport e Guarani) naquele mês, por temor de que a CBF indicasse Guarani e Sport à Libertadores.
Sobre o CND, em maio de 1988, este se posicionou favoravelmente ao Flamengo e ao Clube dos 13, sendo que o presidente do CND, Manuel Tubino, havia antes (setembro/1987) declarado que tanto o Módulo Verde quanto o Módulo Amarelo eram a 1ª Divisão do Campeonato de 1987, e declarado antes (janeiro/1988) que a realização do quadrangular final deveria ser decidida não pela CBF mas sim pelo Conselho Arbitral, que acabou mantendo o quadrangular por falta de unanimidade. A FIFA anunciou que esperava que a CBF declarasse Sport e Guarani campeão e vice, respectivamente, do Campeonato Brasileiro de 1987, pondo-se em discordância ao CND e ao Clube dos 13. Segundo o mesmo jornal (de 25 de maio de 1988), Flamengo e Internacional iriam ao STJD, ao CND e à FIFA contra a decisão da CBF de considerar Sport e Guarani como campeão e vice do Campeonato Brasileiro de 1987. Segundo a mesma edição do jornal, o presidente da CBF Octávio Pinto Guimarães minimizou a possibilidade deste recurso do Flamengo ao CND e à Justiça Desportiva; segundo ele, o órgão (CND) não teria força de Justiça Desportiva e não poderia modificar as decisões da CBF. Octávio ainda ameaçou o Flamengo com penalidades, como não poder excursionar no exterior e ser excluído do Campeonato Carioca, caso recorresse à Justiça Comum.
O mesmo jornal (O Estado de S. Paulo) de 15 de junho de 1988 (página 16) deu conta de que Flamengo, Internaconal-RS e Clube dos 13 entrariam com recurso no CND de forma a reverter a decisão da CBF de homologar Sport e Guarani como campeão e vice de 1987, querendo que o órgão reconhecesse, por ato administrativo, a decisão do STJD que anulou a decisão de Octávio Pinto Guimarães de proclamar Sport e Guarani como campeão e vice de 1987. A mesma matéria de jornal afirma, contudo, que o presidente do STJD, Carlos Henrique Saraiva, concedeu liminar em Mandado de Garantia impetrado pelo Guarani. O mérito da solicitação do Guarani seria analisado em sessão extraordinária do STJD a ser realizada no dia posterior. A matéria também afirma que a maioria dos juízes do STJD era favorável ao Sport e ao Guarani. O mesmo jornal de 23 de junho de 1988 (página 20) traz declarações de dirigentes de Internacional e Flamengo de que pediriam a desfiliação do Sport por ter acionado a Justiça Comum, dizendo que processariam a CBF por perdas e danos caso esta indicasse Sport e Guarani à Libertadores de 1988; e informa que o CND considerava que Sport e Guarani não poderiam disputar a Libertadores.
A CBF proclamou Sport e Guarani, respectivamente campeão e vice daquele ano, como representantes do Brasil na Taça Libertadores da América. Em 2 de julho de 1988, Sport e Guarani estrearam na Libertadores de 1988.[carece de fontes?]
O Módulo Verde do Campeonato Brasileiro de 1987 foi recorde de audiência e teve público médio de 20.877 pagantes, o segundo maior da história do campeonato nacional. A Primeira Divisão do Campeonato Brasileiro de 1988 foi formada pelos integrantes do Módulo Verde de 1987, os 7 primeiros colocados do Módulo Amarelo de 1987 e o América.[carece de fontes?] Em 2000, novamente o Campeonato Brasileiro tem o Clube dos 13 como protagonista. O torneio ficou conhecido como Copa João Havelange. No caso da Copa João Havelange de 2000, contudo, não houve divergências quanto ao regulamento, não houve ocorrências de WO, dessa vez, não tendo a CBF como sua organizadora por causa de questão judicial. O título do Vasco da Gama na Copa João Havelange é reconhecido pela CBF como título do Campeonato Brasileiro, sendo um evento que foi aprovado pela CBF desde o início.

### Legado
A Copa União representou uma novidade na gestão do futebol profissional brasileiro em termos de marketing, patrocínio e organização, inclusive no que se refere à evolução da relação futebol-televisão, tendo sido sucesso de audiência para a Rede Globo, emissora que comprou seus direitos autorais. Conforme Helal (1997, apud AGUIAR e PROCHNIK, 2010), na Copa União existiu um inédito respeito aos horários, além de que as empresas pressionaram para que os jogos ocorressem em fins de semana, o que indica que a comercialização do esporte pode ir ao encontro da eficiência organizacional e ainda aumentar o interesse popular.
A competição foi exitosa em público, renda e administração de datas, sendo exemplo de modernização. Porém, não teve continuidade, pois seu modelo inovador sucumbiu perante as disputas e relações de poder dos agentes do esporte, marcadas por amadorismo e patrimonialismo. Por outro lado, o evento foi visto na época como um projeto do elitismo dentro do futebol brasileiro com a exclusão de vários clubes e de certas regiões do país.

## Decisões judiciais
Tendo o caso sido levado até a Justiça comum, esta decidiu, em sentença transitada em julgado, favoravelmente ao Sport Club do Recife. Assim, a sentença se tornou permanente para os fatos alegados e provados em juízo durante o processo.
Porém, como é uma figura de segurança jurídica, diante de novos fatos a parte contrária pode questionar o transitado em julgado.
Tanto a própria CBF quanto a FIFA podem, caso assim decidam, tomar ações contra os clubes que recorrem à Justiça Comum. A FIFA não interfere julgando ou determinando os títulos de qualquer clube de qualquer país que seja, mas ela também não considera que a Justiça Comum seja um órgão competente para julgar causas esportivas e pode punir os clubes que acionam esta justiça. Porém, mesmo com o pedido do Flamengo à FIFA de intervenção no caso e de punição ao Sport, a FIFA optou por não se envolver no caso e não punir o Sport.
Em 21 de maio de 1988, o jornal O Estado de S. Paulo publicou que a FIFA informou à CBF que ela era favorável a que a instituição brasileira homologasse Sport e Guarani como campeão e vice do Campeonato Brasileiro de 1987. Em 18 de dezembro de 2014, foi anunciado que o Flamengo iria novamente à FIFA contra o Sport.
Em 21 de fevereiro de 2011 a CBF decide, enfim, tentar pacificar a polêmica declarando Flamengo e Sport como campeões de 1987 tendo como vice-campeões, respectivamente, Internacional e Guarani. O jornalista esportivo Paulo Vinícius Coelho em 2011 atribuiu esse reconhecimento da CBF a interesses e manobras políticas com a finalidade de enfraquecer o Clube dos 13, que estava em vias de organizar um novo processo de concorrência para a cessão de direitos de transmissão do Campeonato Brasileiro de Futebol. Paulo Vinícius Coelho não questionou a legitimidade do título para o Flamengo em 1987, mas questionou sim o reconhecimento pela CBF do título apenas em 2011.
Antes de fevereiro de 2011, a CBF não falava em reconhecimento do título para o Flamengo. Dois meses antes, em 20 de dezembro de 2010, a CBF emitiu a Resolução de Presidência 03/2010, reconhecendo as edições da Taça Brasil (1959–1968) e do "Robertão" (1967–1970) como edições do Campeonato Brasileiro. Nesta Resolução de Presidência a CBF publicou uma nova lista de clubes campeões brasileiros, e o Sport era o único clube que constava como campeão brasileiro de 1987.
Quando em 21 de fevereiro de 2011 a CBF reconheceu o Flamengo como campeão brasileiro de 1987, apresentou a justificativa de que a decisão foi "tomada depois de novos e convincentes argumentos apresentados pelo departamento jurídico do Flamengo", dando "reconhecimento de que em 1987 houve dois campeonatos brasileiros, que tiveram Sport e Flamengo como campeões". Ou seja: desde 24 de julho de 1987 até 2011, a CBF sempre insistiu que ambos os módulos, Verde e Amarelo, eram duas metades da primeira divisão de um único campeonato. Em 2011, com base em "novos e convincentes argumentos apresentados pelo departamento jurídico do Flamengo", argumentos esses que não foram divulgados nem pela CBF nem pelo Flamengo para avaliação se de fato são "novos e convincentes", a CBF resolveu alterar sua palavra sobre o assunto, palavra que já vinha desde 1987 até 2011 sempre na direção de que em 1987 só houve um campeão brasileiro e que este era o Sport. Segundo a CBF, a decisão de 2011 de reconhecer o Flamengo como co-campeão brasileiro de 1987 foi tomada com base em "abalizados pronunciamentos jurídicos", pronunciamentos jurídicos que não são identificados, citados ou transcritos pela CBF em sua Resolução de Presidência que reconheceu o Flamengo como campeão brasileiro de 1987. Nessa Resolução de Presidência, a CBF admitiu que o objetivo do reconhecimento não era fazer "fria justiça" aos fatos históricos "doesse a quem doesse", mas sim pacificar a controvérsia para que ninguém ficasse insatisfeito: "considerando que o objetivo da CBF, como entidade de grau máximo da estrutura organizacional do futebol brasileiro, ao editar a citada RDP 03/2010, era o de pacificar tema controvertido de longa data, capaz de suscitar desarmonia..."Na ocasião do reconhecimento do título pela CBF em 2011, a diretoria do Flamengo argumentou também que teria havido dois campeonatos brasileiros distintos em 1987; ou seja, assim como a CBF, na ocasião do reconhecimento a Diretoria do Flamengo alterou sua posição histórica sobre o assunto. Antes, a argumentação do Flamengo e do Clube dos 13 para terem se negado ao cruzamento entre Módulos era que o Módulo Amarelo seria uma espécie de "segunda divisão" enquanto o Módulo Verde seria a primeira divisão; a argumentação do Flamengo para ter se negado ao cruzamento não era que os Módulos Verde e Amarelo seriam dois campeonatos brasileiros distintos.
No dia 14 de junho de 2011 a CBF acata a decisão da 10ª Vara da Justiça Federal de Primeira Instância da Seção Judiciária de Pernambuco e revoga a resolução que considerava também o Flamengo como campeão. Assim sendo o Sport Club do Recife volta a ser reconhecido como único campeão brasileiro de futebol de 1987. O clube carioca ainda pode recorrer e afirmou que iria fazê-lo. A sentença da 10ª Vara Federal de Pernambuco sobre o Campeonato Brasileiro de 1987 está disponível para a leitura e traz a cronologia dos fatos conforme apreciados pela Justiça.
No dia 29 de novembro de 2011 a Justiça de Pernambuco, em segunda instância, nega o recurso do Flamengo. O clube carioca afirmou que iria recorrer ao STJ. Em 8 de abril de 2014, o STJ manteve o Sport como único campeão brasileiro de 1987.
Em 2015, a disputa chega à mais alta Corte do país, o Supremo Tribunal Federal. O relator do caso será o Ministro Marco Aurélio Mello, assumido torcedor do Flamengo, porém não tendo se declarado impedido.
Em 2015, a CBF "dividiu" o título em seu "Guia Oficial", contrariando a situação atual imposta pelo Superior Tribunal de Justiça (STJ) e estampou em seu guia oficial a divisão do título. A informação consta na 12ª página da edição de 2015, publicada no segundo semestre, relatando todos os campeões nacionais unificados. A entidade reconhece o Sport como campeão de 1987, apesar da mesma entender que o reconhecimento do título de campeão nacional de 1987 também ao Flamengo não iria contrariar os limites da coisa julgada, com a CBF demonstrando assim que não concordou com a decisão judicial e que a acatava (reconhecer o Sport como legitimo campeão Brasileiro de 1987) apenas pela obrigação de cumprir a ordem estipulada pelo Superior Tribunal de Justiça (STJ), pois segundo a CBF, os dois eram considerados campeões.
Cabe observar que o reconhecimento de títulos pela CBF vem através de Resoluções de Presidência da mesma, não através do Guia do Campeonato Brasileiro. O referido Guia traz, inclusive, uma seção de bibliografia, em que constam fontes externas (diversos sites, inclusive a própria Wikipédia), que não são documentos oficiais da CBF.
Em 4 de março de 2016, o Supremo Tribunal Federal (STF) não aceitou a divisão do título considerando o Sport como único campeão de 1987. O Flamengo recorreu ao posicionamento do STF e o novo julgamento foi marcado para agosto de 2016, porém acabou sendo adiado pelo Ministro Luís Roberto Barroso que segundo nota publicada pelo STF "pretende estudar melhor os pareceres e memoriais apresentados no processo".
O julgamento finalmente ocorreu em 18 de abril de 2017. Por 3 votos a 1, a Primeira Turma do STF negou o recurso do Flamengo e manteve o Sport como único campeão de 1987. O clube carioca ainda pode contestar essa decisão no próprio STF, mas a probabilidade de ser revertida é praticamente nula. Em 5 de dezembro de 2017 o STF ratificou a decisão anterior. E, em 16 de março de 2018, foi homologado em última instância o título de 1987 ao Sport a decisão dos outros julgamentos, sendo que o Flamengo não pode mais recorrer.

## Participantes
| Equipe              | Cidade         | Estado | Em 1986 | Título(s)                                  |
| ------------------- | -------------- | ------ | ------- | ------------------------------------------ |
| America             | Rio de Janeiro | RJ     | 4º      | 0 (não possui)                             |
| Atlético Goianiense | Goiânia        | GO     | 29º     | 0 (não possui)                             |
| Atlético Mineiro    | Belo Horizonte | MG     | 3º      | 2 (1937, 1971)                             |
| Atlético Paranaense | Curitiba       | PR     | 18º     | 0 (não possui)                             |
| Bahia               | Salvador       | BA     | 5º      | 1 (1959)                                   |
| Bangu               | Rio de Janeiro | RJ     | 21º     | 0 (não possui)                             |
| Botafogo            | Rio de Janeiro | RJ     | 32º     | 1 (1968)                                   |
| Ceará               | Fortaleza      | CE     | 25º     | 0 (não possui)                             |
| Corinthians         | São Paulo      | SP     | 7º      | 0 (não possui)                             |
| Coritiba            | Curitiba       | PR     | 44º     | 1 (1985)                                   |
| Criciúma            | Criciúma       | SC     | 9º      | 0 (não possui)                             |
| Cruzeiro            | Belo Horizonte | MG     | 8º      | 1 (1966)                                   |
| CSA                 | Maceió         | AL     | 26º     | 0 (não possui)                             |
| Flamengo            | Rio de Janeiro | RJ     | 13º     | 3 (1980, 1982, 1983)                       |
| Fluminense          | Rio de Janeiro | RJ     | 6º      | 2 (1970, 1984)                             |
| Goiás               | Goiânia        | GO     | 23º     | 0 (não possui)                             |
| Grêmio              | Porto Alegre   | RS     | 16º     | 1 (1981)                                   |
| Guarani             | Campinas       | SP     | 2º      | 1 (1978)                                   |
| Inter de Limeira    | Limeira        | SP     | 12º     | 0 (não possui)                             |
| Internacional       | Porto Alegre   | RS     | 17º     | 3 (1975, 1976, 1979)                       |
| Joinville           | Joinville      | SC     | 14º     | 0 (não possui)                             |
| Náutico             | Recife         | PE     | 31º     | 0 (não possui)                             |
| Palmeiras           | São Paulo      | SP     | 10º     | 6 (1960, 1967, 1967 RGP, 1969, 1972, 1973) |
| Portuguesa          | São Paulo      | SP     | 11º     | 0 (não possui)                             |
| Rio Branco-ES       | Vitória        | ES     | 20º     | 0 (não possui)                             |
| Santa Cruz          | Recife         | PE     | 27º     | 0 (não possui)                             |
| Santos              | Santos         | SP     | 19º     | 6 (1961, 1962, 1963, 1964, 1965, 1968 RGP) |
| São Paulo           | São Paulo      | SP     | 1º      | 2 (1977, 1986)                             |
| Sport               | Recife         | PE     | 28º     | 0 (não possui)                             |
| Treze               | Campina Grande | PB     | 24º     | 0 (não possui)                             |
| Vasco da Gama       | Rio de Janeiro | RJ     | 15º     | 1 (1974)                                   |
| Vitória             | Salvador       | BA     | 30º     | 0 (não possui)                             |

- O America não concordou com sua inclusão no Módulo Amarelo e recusou-se a participar do campeonato.

## Módulo Verde
Também chamado de Copa União e oficialmente de Troféu João Havelange, contou com a participação de Atlético Mineiro, Grêmio, Palmeiras, Botafogo, Bahia, Flamengo, Santa Cruz, Corinthians, Internacional, Fluminense, Cruzeiro, Vasco, Goiás, São Paulo, Coritiba e Santos.

### Fórmula de disputa
Primeira fase: 16 clubes, jogando todos contra todos em turno único, mas organizados em duas chaves de 8 para efeito de classificação. Na primeira etapa (8 rodadas), os clubes da chave A jogam contra os da chave B; na segunda etapa (7 rodadas), todos os jogos são entre clubes da mesma chave. Em cada uma das duas etapas, classifica-se para a próxima fase o primeiro colocado de cada chave.
Fase final (com semifinais e final): sistema eliminatório, em ida-e-volta. No caso de um mesmo clube ter vencido a sua chave nas duas etapas da fase anterior (abrindo vaga, portanto, para o segundo colocado da segunda etapa), este joga por dois empates na semifinal. Nos demais confrontos, dois empates (ou empate na soma dos placares dos dois jogos) levaria a prorrogação e disputa de pênaltis.

### Primeira fase
| Primeira Etapa | Primeira Etapa    | Primeira Etapa | Primeira Etapa | Primeira Etapa | Primeira Etapa | Primeira Etapa | Primeira Etapa | Primeira Etapa | Primeira Etapa |
| Chave A | Chave A           | Chave A        | Chave A        | Chave A        | Chave A        | Chave A        | Chave A        | Chave A        | Chave A        |
| Time | Time              | PG             | J              | V              | E              | D              | GP             | GC             | SG             |
| --- | ----------------- | -------------- | -------------- | -------------- | -------------- | -------------- | -------------- | -------------- | -------------- |
| 1 | Atlético Mineiro¹ | 14             | 8              | 6              | 2              | 0              | 14             | 3              | 11             |
| 2 | Grêmio            | 12             | 8              | 5              | 2              | 1              | 8              | 1              | 7              |
| 3 | Palmeiras         | 9              | 8              | 4              | 1              | 3              | 6              | 7              | -1             |
| 4 | Botafogo          | 9              | 8              | 2              | 5              | 1              | 6              | 4              | -2             |
| 5 | Bahia             | 7              | 8              | 3              | 1              | 4              | 6              | 10             | -4             |
| 6 | Flamengo          | 7              | 8              | 2              | 3              | 3              | 6              | 8              | -2             |
| 7 | Santa Cruz        | 6              | 8              | 1              | 4              | 3              | 4              | 10             | -6             |
| 8 | Corinthians       | 5              | 8              | 1              | 3              | 4              | 4              | 9              | -5             |
| Chave B |                   |                |                |                |                |                |                |                |                |
| Time | Time              | PG             | J              | V              | E              | D              | GP             | GC             | SG             |
| 1 | Internacional     | 10             | 8              | 4              | 2              | 2              | 10             | 2              | 8              |
| 2 | Fluminense        | 9              | 8              | 3              | 3              | 2              | 7              | 6              | 1              |
| 3 | Cruzeiro          | 8              | 8              | 1              | 6              | 1              | 4              | 5              | -1             |
| 4 | Vasco da Gama     | 7              | 8              | 3              | 1              | 4              | 10             | 7              | 3              |
| 5 | Goiás             | 7              | 8              | 3              | 1              | 4              | 5              | 8              | -3             |
| 6 | São Paulo         | 6              | 8              | 2              | 2              | 4              | 7              | 7              | 0              |
| 7 | Coritiba          | 6              | 8              | 2              | 2              | 4              | 6              | 10             | -4             |
| 8 | Santos            | 6              | 8              | 1              | 4              | 3              | 3              | 9              | -6             |
| PG – pontos ganhos; J – jogos; V – vitórias; E – empates; D – derrotas; GP – gols pró; GC – gols contra; SG – saldo de gols |                   |                |                |                |                |                |                |                |                |

| Segunda etapa | Segunda etapa     | Segunda etapa | Segunda etapa | Segunda etapa | Segunda etapa | Segunda etapa | Segunda etapa | Segunda etapa | Segunda etapa |
| Chave A | Chave A           | Chave A       | Chave A       | Chave A       | Chave A       | Chave A       | Chave A       | Chave A       | Chave A       |
| Time | Time              | PG            | J             | V             | E             | D             | GP            | GC            | SG            |
| --- | ----------------- | ------------- | ------------- | ------------- | ------------- | ------------- | ------------- | ------------- | ------------- |
| 1 | Atlético Mineiro¹ | 11            | 7             | 4             | 3             | 0             | 7             | 2             | 5             |
| 2 | Flamengo²         | 10            | 7             | 4             | 2             | 1             | 10            | 4             | 6             |
| 3 | Palmeiras         | 7             | 7             | 3             | 1             | 3             | 5             | 6             | -1            |
| 4 | Botafogo          | 6             | 7             | 2             | 2             | 3             | 5             | 5             | 0             |
| 5 | Grêmio            | 6             | 7             | 2             | 2             | 3             | 6             | 7             | -1            |
| 6 | Bahia             | 6             | 7             | 1             | 4             | 2             | 5             | 8             | -3            |
| 7 | Santa Cruz        | 5             | 7             | 2             | 1             | 4             | 6             | 10            | -4            |
| 8 | Corinthians       | 5             | 7             | 1             | 3             | 3             | 5             | 7             | -2            |
| Chave B |                   |               |               |               |               |               |               |               |               |
| Time | Time              | PG            | J             | V             | E             | D             | GP            | GC            | SG            |
| 1 | Cruzeiro          | 12            | 7             | 5             | 2             | 0             | 12            | 1             | 11            |
| 2 | São Paulo         | 11            | 7             | 5             | 1             | 1             | 14            | 5             | 9             |
| 3 | Fluminense        | 8             | 7             | 3             | 2             | 2             | 7             | 6             | 1             |
| 4 | Coritiba          | 6             | 7             | 2             | 2             | 3             | 9             | 12            | -3            |
| 5 | Vasco da Gama     | 6             | 7             | 2             | 2             | 3             | 7             | 11            | -4            |
| 6 | Santos            | 5             | 7             | 1             | 3             | 3             | 4             | 8             | -4            |
| 7 | Internacional     | 4             | 7             | 1             | 2             | 4             | 2             | 8             | -6            |
| 8 | Goiás             | 4             | 7             | 0             | 4             | 3             | 3             | 7             | -4            |
| PG – pontos ganhos; J – jogos; V – vitórias; E – empates; D – derrotas; GP – gols pró; GC – gols contra; SG – saldo de gols |                   |               |               |               |               |               |               |               |               |

¹ O Atlético Mineiro, por ter ficado na primeira colocação nas duas etapas, entra na semifinal com o direito de dois empates.
² O Flamengo se classificou na sua chave por ter somado mais pontos na segunda etapa.

### Fase final
|  | Semifinais       | Semifinais | Semifinais | Semifinais |   |               | Final | Final | Final | Final |
|  |                  |            |            |            |   |               |       |       |       |       |
|  | Flamengo         | 1          | 3          | 4          |   |               |       |       |       |       |
|  | Atlético Mineiro | 0          | 2          | 2          |   |               |       |       |       |       |
|  | Atlético Mineiro | 0          | 2          | 2          |   | Internacional | 1     | 0     | 1     |       |
|  |                  |            |            |            |   | Internacional | 1     | 0     | 1     |       |
|  |                  | Flamengo   | 1          | 1          | 2 |               |       |       |       |       |
|  | Internacional    | Flamengo   | 1          | 1          | 2 | 0             | 1     | 1     |       |       |
|  | Internacional    |            |            |            |   | 0             | 1     | 1     |       |       |
|  | Cruzeiro         | 0          | 0          | 0          |   |               |       |       |       |       |

### Semifinais
29 de novembro de 1987
|  | Flamengo   | 1 – 0 | Atlético Mineiro | Maracanã, Rio de Janeiro                               |
|  | Bebeto 78' |       |                  | Público: 118,000 Árbitro: Dulcídio Vanderlei Boschilla |

29 de novembro de 1987
|  | Internacional | 0 – 0 | Cruzeiro | Beira-Rio, Porto Alegre                       |
|  |               |       |          | Público: 35,000 Árbitro: Romualdo Arppi Filho |

2 de dezembro de 1987
|  | Atlético Mineiro                  | 2 – 3 | Flamengo                                  | Mineirão, Belo Horizonte                              |
|  | Chiquinho 60' · Sérgio Araújo 64' |       | Zico 22' · Bebeto 31' · Renato Gaúcho 79' | Público: 85,000 Árbitro: Dulcídio Vanderlei Boschilla |

3 de dezembro de 1987
|  | Cruzeiro | 0 – 1 | Internacional          | Mineirão, Belo Horizonte                      |
|  |          |       | Amarildo (Prorrogação) | Público: 58,000 Árbitro: Romualdo Arppi Filho |

### Finais
Jogo de Ida
6 de dezembro de 1987
|  | Internacional | 1 – 1     | Flamengo   | Beira-Rio, Porto Alegre                                 |
|  | Amarildo 32'  | Relatório | 30' Bebeto | Público: 63,228 Árbitro: Ulisses Tavares da Silva Filho |

|  | Internacional | Flamengo |

Jogo de Volta
13 de dezembro de 1987
|  | Flamengo   | 1 – 0     | Internacional | Maracanã, Rio de Janeiro                      |
|  | Bebeto 16' | Relatório |               | Público: 91,034 Árbitro: José de Assis Aragão |

|  | Flamengo | Internacional |

### Premiação
| Troféu João Havelange (Copa União) |
| Rio de Janeiro                     |
| ---------------------------------- |
| Clube de Regatas Flamengo Campeão  |

### Classificação final
| Tabela de classificação | Tabela de classificação | Tabela de classificação | Tabela de classificação | Tabela de classificação | Tabela de classificação | Tabela de classificação | Tabela de classificação | Tabela de classificação | Tabela de classificação |  |
| Pos                     | Time                    | PG                      | J                       | V                       | E                       | D                       | GP                      | GC                      | SG                      |  |
| ----------------------- | ----------------------- | ----------------------- | ----------------------- | ----------------------- | ----------------------- | ----------------------- | ----------------------- | ----------------------- | ----------------------- |  |
| 1                       | Flamengo                | 24                      | 19                      | 9                       | 6                       | 4                       | 22                      | 15                      | 7                       |  |
| 2                       | Internacional           | 18                      | 19                      | 6                       | 6                       | 7                       | 14                      | 12                      | 2                       |  |
| 3                       | Atlético Mineiro        | 25                      | 17                      | 10                      | 5                       | 2                       | 23                      | 9                       | 14                      |  |
| 4                       | Cruzeiro                | 21                      | 17                      | 6                       | 9                       | 2                       | 16                      | 7                       | 9                       |  |
| 5                       | Grêmio                  | 18                      | 15                      | 7                       | 4                       | 4                       | 14                      | 8                       | 6                       |  |
| 6                       | São Paulo               | 17                      | 15                      | 7                       | 3                       | 5                       | 21                      | 12                      | 9                       |  |
| 7                       | Fluminense              | 17                      | 15                      | 6                       | 5                       | 4                       | 14                      | 12                      | 2                       |  |
| 8                       | Palmeiras               | 16                      | 15                      | 7                       | 2                       | 6                       | 11                      | 13                      | -2                      |  |
| 9                       | Botafogo                | 15                      | 15                      | 4                       | 7                       | 4                       | 11                      | 9                       | 2                       |  |
| 10                      | Vasco                   | 13                      | 15                      | 5                       | 3                       | 7                       | 17                      | 18                      | -1                      |  |
| 11                      | Bahia                   | 13                      | 15                      | 4                       | 5                       | 6                       | 11                      | 18                      | -7                      |  |
| 12                      | Coritiba                | 12                      | 15                      | 4                       | 4                       | 7                       | 15                      | 22                      | -7                      |  |
| 13                      | Goiás                   | 11                      | 15                      | 3                       | 5                       | 7                       | 8                       | 15                      | -7                      |  |
| 14                      | Santa Cruz              | 11                      | 15                      | 3                       | 5                       | 7                       | 10                      | 20                      | -10                     |  |
| 15                      | Santos                  | 11                      | 15                      | 2                       | 7                       | 6                       | 7                       | 17                      | -10                     |  |
| 16                      | Corinthians             | 10                      | 15                      | 2                       | 6                       | 7                       | 9                       | 16                      | -7                      |  |

|  |                                                       |
|  | Campeão e classificado para o quadrangular final      |
|  | Vice-campeão e classificado para o quadrangular final |
|  | Eliminados nas semifinais                             |
|  | Eliminados na primeira fase                           |
|  | Rebaixados                                            |

## Módulo Amarelo
Oficialmente chamado de Troféu Roberto Gomes Pedrosa, contou com a participação de Guarani, Criciúma, Joinville, America, Inter de Limeira, Portuguesa, Atlético Paranaense, Rio Branco, Bangu, Treze, Ceará, CSA, Náutico, Atlético Goianiense, Sport e Vitória.

### Fórmula de disputa
Primeira fase: 16 clubes, jogando todos contra todos em turno único, mas organizados em duas chaves de 8 para efeito de classificação. Na primeira etapa (8 rodadas), os clubes da chave A jogam contra os da chave B; na segunda etapa (7 rodadas), todos os jogos são entre clubes da mesma chave. Em cada uma das duas etapas, classifica-se para a próxima fase o primeiro colocado de cada chave.
Fase final (com semifinais e final): sistema eliminatório, em ida-e-volta. No caso de um mesmo clube ter vencido a sua chave nas duas etapas da fase anterior (abrindo vaga, portanto, para o segundo colocado da segunda etapa), este joga por dois empates na semifinal. Nos demais confrontos, dois empates (ou empate na soma dos placares dos dois jogos) levaria a prorrogação e disputa de pênaltis. Caso duas equipes tenham o mesmo número de pontos e estejam na zona de classificação às semifinais, disputam um jogo de desempate.
No grupo A, se classificaram Atlético Paranaense (vencedor do 1º turno) e Guarani (vencedor do 2º turno).
No grupo B, se classificaram Sport Recife (vencedor dos dois turnos) e Bangu (vice no 2º turno). O Sport entra na semifinal com um ponto extra.

### Primeira fase
| Confrontos da Primeira Etapa                                                                                   | Confrontos da Primeira Etapa | Confrontos da Primeira Etapa | Confrontos da Primeira Etapa | Confrontos da Primeira Etapa | Confrontos da Primeira Etapa | Confrontos da Primeira Etapa | Confrontos da Primeira Etapa | Confrontos da Primeira Etapa | Confrontos da Primeira Etapa |
| | ARJ                          | BAN                          | CEA                          | CSA                          | NAU                          | SPT                          | TRE                          | VIT                          |                              |
| --- | ---------------------------- | ---------------------------- | ---------------------------- | ---------------------------- | ---------------------------- | ---------------------------- | ---------------------------- | ---------------------------- | ---------------------------- |
| AGO | WO-0                         | 1-0                          | 1-0                          | 3-1                          | 2-1                          | 0-0                          | 3-1                          | 0-0                          |                              |
| ATP | 0-WO                         | 1-2                          | 0-1                          | 1-1                          | 2-0                          | 1-1                          | 0-0                          | 1-2                          |                              |
| CRI | WO-0                         | 1-0                          | 1-2                          | 1-2                          | 2-0                          | 3-0                          | 2-1                          | 2-1                          |                              |
| GUA | 0-WO                         | 0-0                          | 1-0                          | 0-1                          | 4-2                          | 2-0                          | 1-3                          | 0-1                          |                              |
| ILI | 0-WO                         | 1-0                          | 1-0                          | 0-2                          | 0-1                          | 4-0                          | 2-1                          | 0-0                          |                              |
| JOI | 0-WO                         | 1-1                          | 1-0                          | 3-2                          | 2-1                          | 0-1                          | 0-0                          | 3-1                          |                              |
| POR | WO-0                         | 1-0                          | 1-1                          | 4-0                          | 2-1                          | 1-1                          | 1-0                          | 2-1                          |                              |
| RBR | WO-0                         | 1-0                          | 1-1                          | 0-1                          | 0-1                          | 0-1                          | 2-1                          | 0-0                          |                              |
| Para ler a tabela, os escores em negrito indicam as partidas onde a equipe da linha horizontal foi a mandante. |                              |                              |                              |                              |                              |                              |                              |                              |                              |
| Jogo de desempate-1º lugar Grupo A Guarani 0 x 2 Atlético-PR                                                   |                              |                              |                              |                              |                              |                              |                              |                              |                              |

| Primeira Etapa | Primeira Etapa       | Primeira Etapa | Primeira Etapa | Primeira Etapa | Primeira Etapa | Primeira Etapa | Primeira Etapa | Primeira Etapa | Primeira Etapa |
| Chave A | Chave A              | Chave A        | Chave A        | Chave A        | Chave A        | Chave A        | Chave A        | Chave A        | Chave A        |
| Time | Time                 | PG             | J              | V              | E              | D              | GP             | GC             | SG             |
| --- | -------------------- | -------------- | -------------- | -------------- | -------------- | -------------- | -------------- | -------------- | -------------- |
| 1 | Athletico Paranaense | 11             | 8              | 4              | 3              | 1              | 9              | 5              | 4              |
| 2 | Guarani              | 11             | 8              | 5              | 1              | 2              | 10             | 6              | 4              |
| 3 | Criciúma             | 10             | 8              | 5              | 0              | 3              | 10             | 9              | 1              |
| 4 | Portuguesa           | 10             | 8              | 4              | 2              | 2              | 11             | 6              | 5              |
| 5 | Atlético Goianiense  | 10             | 8              | 4              | 2              | 2              | 8              | 6              | 2              |
| 6 | Inter de Limeira     | 9              | 8              | 4              | 1              | 3              | 6              | 7              | -1             |
| 7 | Rio Branco-ES        | 8              | 8              | 3              | 2              | 3              | 5              | 5              | 0              |
| 8 | Joinville            | 6              | 8              | 2              | 2              | 4              | 7              | 10             | -3             |
| Chave B |                      |                |                |                |                |                |                |                |                |
| Time | Time                 | PG             | J              | V              | E              | D              | GP             | GC             | SG             |
| 1 | Sport                | 13             | 8              | 5              | 3              | 0              | 13             | 2              | 11             |
| 2 | Vitória              | 9              | 8              | 3              | 3              | 2              | 8              | 6              | 2              |
| 3 | Bangu                | 8              | 8              | 3              | 2              | 3              | 5              | 5              | 0              |
| 4 | Náutico              | 6              | 8              | 3              | 0              | 5              | 8              | 13             | -5             |
| 5 | Treze                | 6              | 8              | 2              | 2              | 4              | 8              | 10             | -2             |
| 6 | Ceará                | 6              | 8              | 2              | 2              | 4              | 5              | 7              | -2             |
| 7 | CSA                  | 5              | 8              | 2              | 1              | 5              | 7              | 15             | -8             |
| 8 | America              | 0              | 8              | 0              | 0              | 8              | 0              | 8              | -8             |
| PG – pontos ganhos; J – jogos; V – vitórias; E – empates; D – derrotas; GP – gols pró; GC – gols contra; SG – saldo de gols |                      |                |                |                |                |                |                |                |                |

| Confrontos da segunda etapa-Chave A                                                                              | Confrontos da segunda etapa-Chave A | Confrontos da segunda etapa-Chave A | Confrontos da segunda etapa-Chave A | Confrontos da segunda etapa-Chave A | Confrontos da segunda etapa-Chave A | Confrontos da segunda etapa-Chave A | Confrontos da segunda etapa-Chave A | Confrontos da segunda etapa-Chave A | Confrontos da segunda etapa-Chave A |
| | AGO                                 | ATP                                 | CRI                                 | GUA                                 | ILI                                 | JOI                                 | POR                                 | RBR                                 |                                     |
| --- | ----------------------------------- | ----------------------------------- | ----------------------------------- | ----------------------------------- | ----------------------------------- | ----------------------------------- | ----------------------------------- | ----------------------------------- | ----------------------------------- |
| AGO | —                                   | 3-0                                 | 0-2                                 | 1-0                                 | 1-0                                 | 0-0                                 | 1-0                                 | 0-0                                 |                                     |
| ATP | 3-0                                 | —                                   | 1-1                                 | 0-0                                 | 1-1                                 | 1-2                                 | 0-1                                 | 1-1                                 |                                     |
| CRI | 0-2                                 | 1-1                                 | —                                   | 2-0                                 | 0-0                                 | 2-0                                 | 0-0                                 | 3-0                                 |                                     |
| GUA | 1-0                                 | 0-0                                 | 2-0                                 | —                                   | 0-0                                 | 0-2                                 | 2-0                                 | 2-3                                 |                                     |
| ILI | 1-0                                 | 1-1                                 | 0-0                                 | 0-0                                 | —                                   | 0-0                                 | 1-0                                 | 0-0                                 |                                     |
| JOI | 0-0                                 | 1-2                                 | 2-0                                 | 0-2                                 | 0-0                                 | —                                   | 1-0                                 | 0-0                                 |                                     |
| POR | 1-0                                 | 0-1                                 | 0-0                                 | 2-0                                 | 1-0                                 | 1-0                                 | —                                   | 0-1                                 |                                     |
| RBR | 0-0                                 | 1-1                                 | 3-0                                 | 2-3                                 | 0-0                                 | 0-0                                 | 0-1                                 | —                                   |                                     |
| Confrontos da Segunda Etapa-Chave B                                                                              |                                     |                                     |                                     |                                     |                                     |                                     |                                     |                                     |                                     |
| | BAN                                 | CEA                                 | CSA                                 | NAU                                 | SPT                                 | TRE                                 | VIT                                 |                                     |                                     |
| BAN | —                                   | 2-0                                 | 0-0                                 | 3-0                                 | 2-0                                 | 0-0                                 | 3-1                                 |                                     |                                     |
| CEA | 2-0                                 | —                                   | 2-0                                 | 1-0                                 | 2-1                                 | 0-2                                 | 1-0                                 |                                     |                                     |
| CSA | 0-0                                 | 2-0                                 | —                                   | 1-1                                 | 0-1                                 | 2-1                                 | 0-0                                 |                                     |                                     |
| NAU | 3-0                                 | 1-0                                 | 1-1                                 | —                                   | 0-1                                 | 2-1                                 | 2-2                                 |                                     |                                     |
| SPT | 2-0                                 | 2-1                                 | 0-1                                 | 0-1                                 | —                                   | 2-1                                 | 0-0                                 |                                     |                                     |
| TRE | 0-0                                 | 0-2                                 | 2-1                                 | 2-1                                 | 2-1                                 | —                                   | 1-1                                 |                                     |                                     |
| VIT | 3-1                                 | 1-0                                 | 0-0                                 | 2-2                                 | 0-0                                 | 1-1                                 | —                                   |                                     |                                     |
| Para ler as tabelas, os escores em negrito indicam as partidas onde a equipe da linha horizontal foi a mandante. |                                     |                                     |                                     |                                     |                                     |                                     |                                     |                                     |                                     |
| Jogo de desempate-2º lugar Grupo B Bangu 1(4) x 1(3) Vitória                                                     |                                     |                                     |                                     |                                     |                                     |                                     |                                     |                                     |                                     |

| Segunda Etapa | Segunda Etapa       | Segunda Etapa | Segunda Etapa | Segunda Etapa | Segunda Etapa | Segunda Etapa | Segunda Etapa | Segunda Etapa | Segunda Etapa |
| Chave A | Chave A             | Chave A       | Chave A       | Chave A       | Chave A       | Chave A       | Chave A       | Chave A       | Chave A       |
| Time | Time                | PG            | J             | V             | E             | D             | GP            | GC            | SG            |
| --- | ------------------- | ------------- | ------------- | ------------- | ------------- | ------------- | ------------- | ------------- | ------------- |
| 1 | Guarani             | 10            | 7             | 4             | 2             | 1             | 9             | 3             | 6             |
| 2 | Criciúma            | 9             | 7             | 3             | 3             | 1             | 8             | 3             | 5             |
| 3 | Atlético Paranaense | 8             | 7             | 2             | 4             | 1             | 8             | 5             | 3             |
| 4 | Portuguesa          | 7             | 7             | 3             | 1             | 3             | 3             | 4             | -1            |
| 5 | Inter de Limeira    | 7             | 7             | 1             | 5             | 1             | 2             | 2             | 0             |
| 6 | Rio Branco-ES       | 6             | 7             | 2             | 2             | 3             | 4             | 7             | -3            |
| 7 | Joinville           | 5             | 7             | 1             | 3             | 3             | 2             | 6             | -4            |
| 8 | Atlético Goianiense | 4             | 7             | 1             | 2             | 4             | 1             | 7             | -6            |
| Chave B |                     |               |               |               |               |               |               |               |               |
| Time | Time                | PG            | J             | V             | E             | D             | GP            | GC            | SG            |
| 1 | Sport               | 9             | 6             | 4             | 1             | 1             | 6             | 4             | 2             |
| 2 | Bangu               | 8             | 6             | 3             | 2             | 1             | 8             | 3             | 5             |
| 3 | Vitória             | 8             | 6             | 2             | 4             | 0             | 7             | 4             | 3             |
| 4 | Treze               | 6             | 6             | 2             | 2             | 2             | 7             | 6             | 1             |
| 5 | Náutico             | 4             | 6             | 1             | 2             | 3             | 5             | 9             | -4            |
| 6 | Ceará               | 4             | 6             | 2             | 0             | 4             | 4             | 7             | -3            |
| 7 | CSA                 | 3             | 6             | 0             | 3             | 3             | 2             | 6             | -4            |
| PG – pontos ganhos; J – jogos; V – vitórias; E – empates; D – derrotas; GP – gols pró; GC – gols contra; SG – saldo de gols |                     |               |               |               |               |               |               |               |               |

Obs.:

1.Os jogos de desempate não são incluídos na tabela de classsificação;

2.Nos jogos do America foi dada vitória por WO (1x0) à equipe que o enfrentaria.

### Fase final
|  | Semifinais           | Semifinais | Semifinais | Semifinais |        |         | Final | Final | Final  | Final |
|  |                      |            |            |            |        |         |       |       |        |       |
|  | Athletico Paranaense | 0          | 0          | 0          |        |         |       |       |        |       |
|  | Guarani              | 0          | 1          | 1          |        |         |       |       |        |       |
|  | Guarani              | 0          | 1          | 1          |        | Guarani | 2     | 0     | 2 (11) |       |
|  |                      |            |            |            |        | Guarani | 2     | 0     | 2 (11) |       |
|  |                      | Sport      | 0          | 2          | 2 (11) |         |       |       |        |       |
|  | Bangu                | Sport      | 0          | 2          | 2 (11) | 3       | 1     | 4     |        |       |
|  | Bangu                |            |            |            |        | 3       | 1     | 4     |        |       |
|  | Sport                | 2          | 3          | 5          |        |         |       |       |        |       |

### Semifinais
29 de novembro de 1987
|  | Atlético Paranaense | 0 – 0 | Guarani | Couto Pereira, Curitiba                                 |
|  |                     |       |         | Público: 4,853 Árbitro: Arnaldo David Cezar Coelho (RJ) |

25 de novembro de 1987
|  | Bangu                                              | 3 – 2 | Sport                         | Moça Bonita, Rio de Janeiro                    |
|  | 16' Marildo · 48' Paulinho Criciúma · 88' Edivaldo |       | 24' Betão (pen) · 69' Augusto | Público: 4,025 Árbitro: Nei Andrade Nunes (BA) |

2 de dezembro de 1987
|  | Guarani       | 1 – 0 | Atlético Paranaense | Brinco de Ouro, Campinas                                |
|  | 98' Boiadeiro |       |                     | Público: 2,747 Árbitro: Arnaldo David Cezar Coelho (RJ) |

29 de novembro de 1987
|  | Sport                           | 3 – 1 | Bangu       | Ilha do Retiro, Recife                             |
|  | 4' Zico · 11' Betão · 18' Nando |       | 45' Marinho | Público: 24,472 Árbitro: José de Assis Aragão (SP) |

### Finais
6 de Dezembro de 1987
|  | Guarani       | 2 – 0 | Sport | Brinco de Ouro                                                           |
|  | Evair 11' 27' |       |       | Público: 2,415 pagantes Renda: Cz$ 241.500,00 Árbitro: Luís Carlos Félix |

13 de Dezembro de 1987
|  | Sport                 | 2 – 0 | Guarani           | Ilha do Retiro                                                                     |
|  | Nando 19' 67' · Macaé |       | 32' Paulo Isidoro | Público: 16,674 pagantes Renda: Cz$ 2.226.700,00 Árbitro: Josenil dos Santos Souza |

|                                                                                              |         | Penalidades |  |
| Betão Zico Marco Antônio Ribamar Augusto Nando Macaé Robertinho Estevam Rogério Flávio Betão | 11 – 11 | João Paulo Gílson Jader Giba Valdir Carioca Mário Maguila Catatau Edson Nei Ricardo Rocha Sérgio Neri Giba Gílson Jader |  |

Após terminar a prorrogação sem gols, a decisão foi para os pênaltis. Quando a disputa estava em 11 x 11, Sport e Guarani entraram num consenso determinando o fim da disputa e a divisão do título do Módulo Amarelo. Para não contrariar o regulamento, sob risco de punição por parte da CBF, o Guarani se dispôs a abdicar do título do Módulo Amarelo, já que ambos os clubes já estavam classificados para o Quadrangular Final. Os jornais Diario de Pernambuco e Jornal do Commercio informaram que no dia 22 de janeiro de 1988 o Guarani abriu mão do título. Segundo decisão de primeira instância da 10ª Vara Federal da Seção Judiciária de Pernambuco, a CBF, de posse do regulamento e critérios de desempate, declarou o Sport campeão com base na sua melhor campanha. O Jornal O Estado de S. Paulo de 23 de janeiro de 1988 confirmou que no dia anterior a CBF tinha declarado o Sport como campeão do grupo amarelo - "Nabi declara o Sport campeão."

### Premiação
| Troféu Roberto Gomes Pedrosa de 1987 |
| Pernambuco                           |
| ------------------------------------ |
| Sport Club do Recife Campeão         |

### Classificação final
| Tabela de classificação | Tabela de classificação | Tabela de classificação | Tabela de classificação | Tabela de classificação | Tabela de classificação | Tabela de classificação | Tabela de classificação | Tabela de classificação | Tabela de classificação |
| Time | Time                    | PG                      | J                       | V                       | E                       | D                       | GP                      | GC                      | SG                      |
| --- | ----------------------- | ----------------------- | ----------------------- | ----------------------- | ----------------------- | ----------------------- | ----------------------- | ----------------------- | ----------------------- |
| 1 | Sport                   | 26                      | 18                      | 11                      | 4                       | 3                       | 27                      | 12                      | +15                     |
| 2 | Guarani                 | 24                      | 19                      | 10                      | 4                       | 5                       | 21                      | 14                      | +7                      |
| 3 | Atlético Paranaense     | 20                      | 17                      | 6                       | 8                       | 3                       | 18                      | 11                      | +7                      |
| 4 | Bangu                   | 19                      | 17                      | 7                       | 5                       | 5                       | 18                      | 14                      | +4                      |
| 5 | Vitória                 | 18                      | 15                      | 5                       | 8                       | 2                       | 16                      | 11                      | +5                      |
| 6 | Criciúma                | 17                      | 14                      | 7                       | 3                       | 4                       | 17                      | 12                      | +5                      |
| 7 | Portuguesa              | 15                      | 14                      | 6                       | 3                       | 5                       | 13                      | 10                      | +3                      |
| 8 | Inter de Limeira        | 14                      | 14                      | 4                       | 6                       | 4                       | 7                       | 9                       | -2                      |
| 9 | Treze                   | 12                      | 14                      | 4                       | 4                       | 6                       | 15                      | 16                      | -1                      |
| 10 | Rio Branco-ES           | 12                      | 14                      | 4                       | 4                       | 6                       | 8                       | 12                      | -4                      |
| 11 | Atlético Goianiense     | 12                      | 14                      | 4                       | 4                       | 6                       | 8                       | 13                      | -5                      |
| 12 | Ceará                   | 10                      | 14                      | 4                       | 2                       | 8                       | 9                       | 14                      | -15                     |
| 13 | Náutico                 | 10                      | 14                      | 4                       | 2                       | 8                       | 13                      | 22                      | -9                      |
| 14 | Joinville               | 9                       | 14                      | 2                       | 5                       | 7                       | 8                       | 16                      | -8                      |
| 15 | CSA                     | 8                       | 14                      | 2                       | 4                       | 8                       | 9                       | 21                      | -12                     |
| 16 | America                 | 0                       | 0                       | 0                       | 0                       | 0                       | 0                       | 0                       | 0                       |
| PG – Pontos ganhos; J – Jogos disputados; V - Vitórias; E - Empates; D - Derrotas; GP – Gols pró; GC – Gols contra; SG – Saldo de gols |                         |                         |                         |                         |                         |                         |                         |                         |                         |

|  |                                                                         |
|  | Campeão e classificado para o quadrangular final                        |
|  | Vice-campeão e classificado para o quadrangular final                   |
|  | Eliminados nas semifinais                                               |
|  | Eliminados na primeira fase                                             |
|  | Eliminados na primeira fase que disputam o quadrangular do rebaixamento |
|  | Rebaixados                                                              |

## Quadrangular final
O último jogo do quadrangular final por muitos é considerado uma final já que Flamengo e Internacional não disputaram o cruzamento dos módulos, porque cumpriram uma determinação do Clube dos 13 e do regulamento do Módulo Verde que fora criado pela mesma entidade. A CBF (entidade máxima do futebol brasileiro) considerava inválida essa determinação.
Nesta fase a CBF estabeleceu que houvesse um quadrangular entre os campeões e vices dos Módulos Amarelo e Verde para decidir qual seria o campeão de 1987. Flamengo e Internacional não participaram desse quadrangular final criado pela CBF porque, na opinião do Clube dos 13, o Módulo Amarelo seria supostamente a Série B de 1987 e não a série A. No fim do 2º jogo entre Sport e Guarani a torcida do Sport desceu em direção ao campo para comemorar o título.

### Primeira rodada
24 de janeiro de 1988
|  | Guarani                             | 1 − 0 | Flamengo | Brinco de Ouro, São Paulo |
|  | 0' (Concedido 1 – 0 para o Guarani) |       |          | Público: Bilheterias não funcionaram, após 30 minutos esperando o Flamengo, o Juiz Renato Marsíglia declarou o Guarani vencedor 1 a 0 por W.O. Árbitro: Renato Marsíglia |

24 de janeiro de 1988
|  | Sport                             | 1 − 0 | Internacional | Ilha do Retiro, Recife |
|  | 0' (Concedido 1 – 0 para o Sport) |       |               | Público: Não se sabe   |

### Segunda rodada
27 de janeiro de 1988
|  | Guarani                             | 1 − 0 | Internacional | Brinco de Ouro, São Paulo |
|  | 0' (Concedido 1 – 0 para o Guarani) |       |               | Público: Não se sabe      |

27 de janeiro de 1988
|  | Sport                             | 1 − 0 | Flamengo | Ilha do Retiro, Recife |
|  | 0' (Concedido 1 – 0 para o Sport) |       |          | Público: Não se sabe   |

### Terceira rodada
31 de janeiro de 1988
|  | Guarani           | 1 – 1 | Sport     | Brinco de Ouro                                              |
|  | Catatau 62' (pen) |       | Betão 52' | Público: 4,627 pagantes Árbitro: Carlos Elias Pimentel (RJ) |

GUARANI: Sérgio Neri, Giba, Luciano, Ricardo Rocha e Albéris (Gil Baiano);
Paulo Isidoro, Nei (Carlinhos) e Marco Antônio Boiadeiro; Catatau, Mário Maguila e João Paulo.
Treinador: Carbone
SPORT: Flávio, Betão, Estevam, Marco Antonio e Zé Carlos Macaé;
Rogério, Zico e Ribamar (Disco); Robertinho, Nando (Augusto) e Neco.
Treinador: Jair Picerni
31 de janeiro de 1988
|  | Flamengo | 0 − 0 | Internacional |                                                                   |
|  |          |       |               | Público: Jogo cancelado, pois nenhum dos times compareceu ao jogo |

### Quarta rodada
1 de fevereiro de 1988
|  | Flamengo | 0 – 0 | Guarani | Maracanã, Rio de Janeiro                                         |
|  |          |       |         | Público: Jogo cancelado já que o Flamengo não compareceu ao jogo |

1 de fevereiro de 1988
|  | Internacional | 0 – 0 | Sport | Beira-Rio, Porto Alegre                                               |
|  |               |       |       | Público: Jogo cancelado já que o Internacional não compareceu ao jogo |

### Quinta rodada
3 de fevereiro de 1988
|  | Internacional | 0 – 0 | Guarani | Beira-Rio, Porto Alegre                                               |
|  |               |       |         | Público: Jogo cancelado já que o Internacional não compareceu ao jogo |

3 de fevereiro de 1988
|  | Flamengo | 0 – 0 | Sport | Maracanã, Rio de Janeiro                                          |
|  |          |       |       | Público: Jogo cancelado, já que o Flamengo não compareceu ao jogo |

### Sexta rodada
7 de fevereiro de 1988
|  | Internacional | 0 − 0 | Flamengo |                                                                   |
|  |               |       |          | Público: Jogo cancelado, pois nenhum dos times compareceu ao jogo |

7 de fevereiro de 1988
|          | Sport             | 1 – 0 | Guarani | Ilha do Retiro                                      |
| 16:00 hs | Marco Antônio 64' |       |         | Público: 26,282 pagantes Árbitro: Luís Carlos Félix |

SPORT: Flávio, Betão, Estevam, Marco Antônio e Zé Carlos Macaé; Rogério, Ribamar (Augusto) e
Zico; Robertinho, Nando e Neco.
Treinador: Jair Picerni
GUARANI: Sérgio Neri, Gil Baiano, Luciano, Ricardo Rocha e Albéris; Paulo Isidoro, Nei
(Carlinhos) e Marco Antônio Boiadeiro; Catatau (Mário), Evair e João Paulo.
Treinador: José Luiz Carbone

### Resultados
| Quadrangular Final | Quadrangular Final | Quadrangular Final | Quadrangular Final | Quadrangular Final | Quadrangular Final | Quadrangular Final | Quadrangular Final | Quadrangular Final | Quadrangular Final |
| Times              | Times              | Pts                | J                  | V                  | E                  | D                  | GP                 | GC                 | SG                 |
| ------------------ | ------------------ | ------------------ | ------------------ | ------------------ | ------------------ | ------------------ | ------------------ | ------------------ | ------------------ |
| 1                  | Sport              | 16                 | 2                  | 1                  | 1                  | 0                  | 2                  | 1                  | 1                  |
| 2                  | Guarani            | 14                 | 2                  | 0                  | 1                  | 1                  | 1                  | 2                  | -1                 |
| 3                  | Flamengo           | 0                  | W.O.               | 0                  | 0                  | 0                  | 0                  | 0                  | 0                  |
| 4                  | Internacional      | 0                  | W.O.               | 0                  | 0                  | 0                  | 0                  | 0                  | 0                  |

|  |                                                  |
|  | Campeão e classificado para Libertadores de 1988 |
|  | Vice e classificado para Libertadores de 1988    |

## Premiação
| Campeonato Brasileiro de Futebol de 1987 |
| Pernambuco                               |
| ---------------------------------------- |
| Sport Club do Recife Campeão (1° título) |

## Módulos Azul e Branco
Além dos Módulos Verde e Amarelo, que compreenderam ao torneio principal que homologou o campeão brasileiro de 1987, também foram organizados os Módulos Azul (Troféu Heleno Nunes, com clubes do Sul e Sudeste) e Branco (Troféu Rubem Moreira, com clubes do Norte, Nordeste e Centro-Oeste). Cada módulo contou com a participação de 24 clubes, divididos de forma regionalizada, chegando ao total de 48. Os campeões de cada módulo foram o Americano de Campos dos Goytacazes (Módulo Branco) e Operário de Campo Grande (Módulo Azul), sem cruzamento geral. Por conta dos módulos Amarelo e Verde serem ambos parte da Primeira Divisão, não há uma definição sobre a qual divisão do contexto atual os módulos Azul e Branco pertenceriam, pois, apesar de ser um torneio oficial (organizada pela Confederação Brasileira de Futebol), os títulos destes não foram homologados como parte de nenhuma competição oficial da entidade.
O regulamento original do Campeonato Brasileiro de Futebol de 1987 previa que os 12 primeiros colocados dos Módulos Azul e Branco seriam promovidos à Segunda divisão de 1988 (ou mantidos, dependendo do contexto), mas o regulamento não especificava se seriam os 6 primeiros de cada módulo ou 12 dentre uma classificação geral nos dois módulos ou se seria utilizado qualquer outro critério. Esse critério não foi respeitado, uma vez que dentre as equipes que tiveram a qualificação, algumas não chegaram a gozar dela.

### Fórmula de disputa
Os dois módulos foram disputados como torneios separados, mas contaram com a mesma fórmula de disputa que consistia em:
- Primeira fase: 6 grupos de 4 equipes(em dois torneios). Os dois primeiros de cada grupo se classificaram para a próxima fase.
- Segunda fase: Os vencedores de cada grupo enfrentaram os segundos colocados (grupo A x grupo B, grupo C X grupo D, grupo E x grupo F), em partidas de ida-e-volta.
- Terceira fase: Os 6 vencedores dos confrontos anteriores se enfrentaram em confrontos de duas partidas.
- Fase final: Ocorreu um triangular final para cada módulo, entre as 3 equipes classificadas da fase anterior, em turno único, definindo assim o campeão de cada um.

### Módulo Azul[146]

#### Fase final
- 5 de Dezembro de 1987 - Juventude 0x0 Americano - Estádio Alfredo Jaconi (Caxias do Sul, )
- 9 de Dezembro de 1987 - Americano 2x0 Uberlândia - Estádio Godofredo Cruz (Campos dos Goytacazes, )
- 24 de Dezembro de 1987 - Uberlândia 2x0 Juventude - Estádio Juca Ribeiro (Uberlândia, )

| Time | Time       | P | J | V | E | D | GP | GC | SG |
| ---- | ---------- | - | - | - | - | - | -- | -- | -- |
| 1    | Americano  | 3 | 2 | 1 | 1 | 0 | 2  | 0  | 2  |
| 2    | Uberlândia | 2 | 2 | 1 | 0 | 1 | 2  | 2  | 0  |
| 3    | Juventude  | 1 | 2 | 0 | 1 | 1 | 0  | 2  | -2 |

|  |                                                |
|  | Campeão e promovido à segunda divisão de 1988. |

O Americano, da cidade fluminense de Campos dos Goytacazes, foi campeão do Módulo Azul após empate em 0 a 0 com os gaúchos do Juventude e vitória por 2 a 0 sobre os mineiros do Uberlândia; o clube só perderia a taça caso o Juventude vencesse a sua última partida por resultado que cobrisse o saldo de gols, o que não aconteceu, já que ele acabou derrotado.  A equipe estava na melhor fase em sua história, pois além de conquistar um dos módulos nacionais de 1987 o clube conquistou também o Campeonato Brasileiro de Seleções, representando o estado do Rio de Janeiro. Para tais feitos, o elenco comandado por Zé Maria - até então um jovem de 39 anos - consumia mensalmente cerca de Cr$1,6 milhões, com media de idade de 25 anos, um elenco também bastante jovem. Um detalhe interessante é que o Americano não estava inicialmente incluso na competição, e por isso chegou a fundar uma entidade chamada "Clube dos 8" com outras 7 equipes excluídas, entidade esta que até planejou realizar um torneio chamado "Taça de Redenção".

#### Classificação final do Módulo Azul
| Tabela de classificação | Tabela de classificação | Tabela de classificação | Tabela de classificação | Tabela de classificação | Tabela de classificação | Tabela de classificação | Tabela de classificação | Tabela de classificação | Tabela de classificação |
| Time | Time                    | PG                      | J                       | V                       | E                       | D                       | GP                      | GC                      | SG                      |
| --- | ----------------------- | ----------------------- | ----------------------- | ----------------------- | ----------------------- | ----------------------- | ----------------------- | ----------------------- | ----------------------- |
| 1 | Americano               | 16                      | 12                      | 6                       | 4                       | 2                       | 10                      | 4                       | +6                      |
| 2 | Uberlândia              | 14                      | 12                      | 6                       | 2                       | 4                       | 14                      | 8                       | +6                      |
| 3 | Juventude               | 14                      | 12                      | 4                       | 6                       | 2                       | 11                      | 9                       | +2                      |
| 4 | Ponte Preta             | 14                      | 10                      | 6                       | 2                       | 2                       | 18                      | 10                      | +8                      |
| 5 | Botafogo                | 11                      | 10                      | 5                       | 1                       | 4                       | 9                       | 11                      | -2                      |
| 6 | Caxias                  | 11                      | 10                      | 4                       | 3                       | 3                       | 9                       | 7                       | +2                      |
| 7 | Juventus                | 10                      | 8                       | 3                       | 4                       | 1                       | 7                       | 2                       | +5                      |
| 8 | Uberaba                 | 9                       | 8                       | 3                       | 3                       | 2                       | 4                       | 4                       | 0                       |
| 9 | Chapecoense             | 9                       | 8                       | 2                       | 5                       | 1                       | 8                       | 7                       | +1                      |
| 10 | Santa Cruz              | 9                       | 8                       | 2                       | 5                       | 1                       | 6                       | 5                       | +1                      |
| 11 | Tupi                    | 8                       | 8                       | 4                       | 0                       | 4                       | 9                       | 5                       | +4                      |
| 12 | Corumbaense             | 7                       | 8                       | 3                       | 1                       | 4                       | 10                      | 12                      | -2                      |
| 13 | Avaí                    | 7                       | 6                       | 2                       | 3                       | 1                       | 4                       | 3                       | +1                      |
| 14 | Santo André             | 6                       | 6                       | 2                       | 2                       | 2                       | 2                       | 3                       | -1                      |
| 15 | América                 | 5                       | 6                       | 2                       | 1                       | 3                       | 4                       | 6                       | -2                      |
| 16 | Desportiva              | 5                       | 6                       | 1                       | 3                       | 2                       | 5                       | 4                       | +1                      |
| 17 | Anapolina               | 5                       | 6                       | 1                       | 3                       | 2                       | 3                       | 5                       | -2                      |
| 18 | Goytacaz                | 4                       | 6                       | 2                       | 0                       | 4                       | 5                       | 8                       | -3                      |
| 19 | Estrela do Norte        | 4                       | 6                       | 2                       | 0                       | 4                       | 2                       | 9                       | -7                      |
| 20 | Pinheiros               | 4                       | 5                       | 1                       | 2                       | 2                       | 5                       | 4                       | +1                      |
| 21 | Brasília                | 4                       | 6                       | 1                       | 2                       | 3                       | 5                       | 10                      | -5                      |
| 22 | Londrina                | 3                       | 6                       | 1                       | 1                       | 4                       | 4                       | 9                       | -5                      |
| 23 | Itumbiara               | 3                       | 6                       | 0                       | 3                       | 3                       | 0                       | 4                       | -4                      |
| 24 | Esportivo               | 2                       | 5                       | 0                       | 2                       | 3                       | 3                       | 8                       | -5                      |
| PG – Pontos ganhos; J – Jogos disputados; V - Vitórias; E - Empates; D - Derrotas; GP – Gols pró; GC – Gols contra; SG – Saldo de gols |                         |                         |                         |                         |                         |                         |                         |                         |                         |

|  |                             |
|  | Campeão                     |
|  | Eliminados na Fase Final    |
|  | Eliminados na Terceira Fase |
|  | Eliminados na Segunda Fase  |
|  | Eliminados na Primeira Fase |

|  |                                                |
|  | Campeão e promovido à segunda divisão de 1988. |

### Módulo Branco[150]

#### Fase final
9 de Dezembro de 1987 - Paysandu 2x0 Botafogo-PB - Estádio Mangueirão (Belém, 
- 24 de Janeiro de 1988 - Botafogo-PB 0x0 Operário - Estádio Almeidão (João Pessoa, )
- 30 de Janeiro de 1988 - Operário 2x1 Paysandu - Estádio Universitário Pedro Pedrossian (Campo Grande,

| Time | Time        | P | J | V | E | D | GP | GC | SG |
| ---- | ----------- | - | - | - | - | - | -- | -- | -- |
| 1    | Operário    | 3 | 2 | 1 | 1 | 0 | 2  | 1  | 1  |
| 2    | Paysandu    | 2 | 2 | 1 | 0 | 1 | 3  | 2  | 1  |
| 3    | Botafogo-PB | 1 | 2 | 0 | 1 | 1 | 0  | 2  | -2 |

|  |                                                |
|  | Campeão e promovido à segunda divisão de 1988. |

O Operário se consagrou campeão do Módulo Branco e conquistou o Troféu Rubem Moreira, o primeiro e único título nacional de um clube do estado do Mato Grosso do Sul. O clube que 10 anos antes foi o 3º colocado do Campeonato Brasileiro de Futebol de 1977 chegou a alegar que merecia uma vaga nos módulos correspondentes à atual Série A, por até então ser o clube do Centro-Oeste com melhor ranking, melhor até que o Goiás, que gozou deste privilégio.

#### Classificação final do Módulo Branco
| Tabela de classificação | Tabela de classificação | Tabela de classificação | Tabela de classificação | Tabela de classificação | Tabela de classificação | Tabela de classificação | Tabela de classificação | Tabela de classificação | Tabela de classificação |
| Time | Time                    | PG                      | J                       | V                       | E                       | D                       | GP                      | GC                      | SG                      |
| --- | ----------------------- | ----------------------- | ----------------------- | ----------------------- | ----------------------- | ----------------------- | ----------------------- | ----------------------- | ----------------------- |
| 1 | Operário                | 17                      | 12                      | 7                       | 3                       | 2                       | 19                      | 9                       | +10                     |
| 2 | Paysandu                | 17                      | 12                      | 7                       | 3                       | 2                       | 20                      | 11                      | +9                      |
| 3 | Botafogo                | 12                      | 12                      | 4                       | 4                       | 4                       | 11                      | 13                      | -2                      |
| 4 | Mixto                   | 14                      | 10                      | 5                       | 4                       | 1                       | 11                      | 6                       | +5                      |
| 5 | América de Natal        | 13                      | 10                      | 5                       | 3                       | 2                       | 12                      | 7                       | +5                      |
| 6 | Tuna Luso               | 10                      | 10                      | 4                       | 2                       | 4                       | 10                      | 11                      | -1                      |
| 7 | Moto Club               | 12                      | 8                       | 5                       | 2                       | 1                       | 12                      | 4                       | +8                      |
| 8 | Catuense                | 11                      | 8                       | 5                       | 1                       | 2                       | 13                      | 7                       | +6                      |
| 9 | Piauí                   | 8                       | 8                       | 2                       | 4                       | 2                       | 5                       | 5                       | 0                       |
| 10 | Serrano                 | 8                       | 8                       | 2                       | 4                       | 2                       | 4                       | 4                       | 0                       |
| 11 | Ferroviário             | 7                       | 8                       | 3                       | 1                       | 4                       | 7                       | 8                       | -1                      |
| 12 | Auto Esporte            | 7                       | 8                       | 3                       | 1                       | 4                       | 8                       | 11                      | -3                      |
| 13 | Fortaleza               | 6                       | 6                       | 2                       | 2                       | 2                       | 6                       | 5                       | +1                      |
| 14 | Sampaio Corrêa          | 6                       | 6                       | 2                       | 2                       | 2                       | 3                       | 4                       | -1                      |
| 15 | Maranhão                | 5                       | 6                       | 2                       | 1                       | 3                       | 6                       | 7                       | -1                      |
| 16 | Nacional                | 5                       | 6                       | 2                       | 1                       | 3                       | 6                       | 9                       | -3                      |
| 17 | CRB                     | 5                       | 6                       | 2                       | 1                       | 3                       | 6                       | 10                      | -4                      |
| 18 | Operário                | 4                       | 5                       | 1                       | 2                       | 2                       | 4                       | 4                       | 0                       |
| 19 | ABC                     | 4                       | 6                       | 1                       | 2                       | 3                       | 7                       | 10                      | -3                      |
| 20 | Imperatriz              | 4                       | 6                       | 1                       | 2                       | 3                       | 3                       | 7                       | -4                      |
| 21 | Rio Negro               | 3                       | 6                       | 1                       | 1                       | 4                       | 6                       | 8                       | -2                      |
| 22 | Ríver                   | 3                       | 6                       | 1                       | 1                       | 4                       | 4                       | 10                      | -6                      |
| 23 | Central                 | 2                       | 6                       | 1                       | 0                       | 5                       | 6                       | 11                      | -5                      |
| 24 | Sobradinho              | 1                       | 5                       | 0                       | 1                       | 4                       | 0                       | 8                       | -8                      |
| PG – Pontos ganhos; J – Jogos disputados; V - Vitórias; E - Empates; D - Derrotas; GP – Gols pró; GC – Gols contra; SG – Saldo de gols |                         |                         |                         |                         |                         |                         |                         |                         |                         |

|  |                                               |
|  | Campeão e promovido à segunda divisão de 1988 |
|  | Eliminados na Fase Final                      |
|  | Eliminados na Terceira Fase                   |
|  | Eliminados na Segunda Fase                    |
|  | Eliminados na Primeira Fase                   |

## Artilheiros
| Pos. | Jogador          | Equipe           | Gols |
| ---- | ---------------- | ---------------- | ---- |
| 1    | Müller           | São Paulo        | 10   |
| 2    | Renato           | Atlético Mineiro | 7    |
| 2    | Cláudio Adão     | Cruzeiro         | 7    |
| 2    | Cuca             | Grêmio           | 7    |
| 2    | Amarildo         | Internacional    | 7    |
| 2    | Romário          | Vasco da Gama    | 7    |
| 7    | Bebeto           | Flamengo         | 6    |
| 7    | Roberto Dinamite | Vasco da Gama    | 6    |

## Filmografia
- Especial Copa União 1987: o Brasileiro que ainda não acabou. De Placa, 2017.
- Copa União. FLA TV, 2020.